# Liste der Biografien/Ster
Liste der Biografien |
Portal Biografien |
Personensuche
# |
A |
B |
C |
D |
E |
F |
G |
H |
I |
J |
K |
L |
M |
N |
O |
P |
Q |
R |
S |
T |
U |
V |
W |
X |
Y |
Z |
?
 
Sa |
Sb |
Sc |
Sd |
Se |
Sf |
Sg |
Sh |
Si |
Sj |
Sk |
Sl |
Sm |
Sn |
So |
Sp |
Sq |
Sr |
Ss |
St |
Su |
Sv |
Sw |
Sy |
Sz
 
Sta |
Ste |
Sth |
Sti |
Stj |
Stl |
Sto |
Str |
Sts |
Stt |
Stu |
Stv |
Stw |
Sty
 
Stea |
Steb |
Stec |
Sted |
Stee |
Stef |
Steg |
Steh |
Stei |
Stej |
Stek |
Stel |
Stem |
Sten |
Steo |
Step |
Ster |
Stes |
Stet |
Steu |
Stev |
Stew |
Stey |
Stez
Die Liste der Biografien führt alle Personen auf, die in der deutschsprachigen Wikipedia einen Artikel haben. Dieses ist eine Teilliste mit 556 Einträgen von Personen, deren Namen mit den Buchstaben „Ster“ beginnt.

## Ster

### Stera
- Stera-Kustusz, Anna (* 1974), polnische Biathletin
- Steratore, Gene (* 1963), US-amerikanischer Schiedsrichter im American Football
- Steratore, Tony, US-amerikanischer Schiedsrichter im American Football

### Sterb
- Sterba, Christian (* 1995), österreichischer Entertainer und Sänger
- Sterba, Editha (1895–1986), österreichisch-US-amerikanische Psychoanalytikerin
- Sterba, Günther (1922–2021), deutscher Zoologe
- Sterba, Hubert (* 1945), österreichischer Forstwissenschaftler
- Štěrba, Jakub (* 1996), tschechischer Handballspieler
- Štěrba, Jan (* 1981), tschechischer Kanute
- Sterba, Richard (1898–1989), österreichisch-US-amerikanischer Psychoanalytiker
- Štěrba, Robert (* 1961), tschechoslowakischer Radrennfahrer
- Štěrba, Vladimír (1897–1940), tschechoslowakischer General und Widerstandskämpfer
- Sterbak, Jana (* 1955), kanadische Konzeptkünstlerin
- Šterbák, Marcel (* 1980), slowakischer Eishockeyspieler
- Sterbeeck, Franciscus van (1630–1693), flämischer Geistlicher, Botaniker und Mykologe
- Šterbik, Arpad (* 1979), spanischer Handballspieler
- Sterbini, Cesare (1783–1831), italienischer Opernlibrettist
- Sterbini, Pietro (1793–1863), italienischer Freiheitskämpfer im Risorgimento
- Sterbinszky, Amália (1950–2025), ungarische Handballspielerin und -trainerin
- Sterblich, Ulrike (* 1970), deutsche Politologin, Schriftstellerin und Moderatorin
- Sterbling, Anton (* 1953), deutscher Soziologe und Pädagoge und HochschullehrerAnton Sterbling (* 1953)

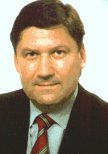
Anton Sterbling (* 1953)

### Sterc
- Šterc, František (1912–1978), tschechoslowakischer Fußballspieler
- Sterca Șuluțiu, Alexandru (1794–1867), Erzbischof von Făgăraș
- Sterchele, François (1982–2008), belgischer Fußballspieler
- Sterchi, Beat (* 1949), Schweizer Schriftsteller
- Sterck, Anna Maria (1668–1679), schwäbisches Mädchen, das als Hexe verfolgt wurde
- Sterck, Marita de (* 1955), flämische Schriftstellerin
- Stercken, Hans (1923–1999), deutscher Politiker (CDU), MdB
- Stercken, Martina, deutsch-schweizerische Historikerin
- Sterckendries, Vanessa (* 1995), belgische Hammerwerferin
- Stercker, Heinrich († 1483), deutscher Humanist und kursächsischer Rat
- Sterckx, Dirk (* 1946), belgischer Journalist und Politiker (Open VLD), MdEP
- Sterckx, Engelbert (1792–1867), belgischer Theologe, Erzbischof von Mecheln und Kardinalpriester
- Sterckx, Ernest (1922–1975), belgischer Radrennfahrer
- Sterckx, Leo (1936–2023), belgischer Bahnradsportler

### Stere
- Stere, Mihai (* 1975), rumänischer Fußballspieler und -trainer
- Sterenbach, Saray (* 1994), israelische Tennisspielerin
- Stereo Express (* 1980), belgischer DJ, Musikproduzent (elektronische Tanzmusik)
- Stereo Mike (* 1978), griechischer Rapper
- Stereopolina (* 1995), russische Sängerin und Songschreiberin
- Steres, Daniel (* 1990), US-amerikanischer Fußballspieler
- Sterett, Samuel (1758–1833), US-amerikanischer Politiker
- Sterev, Krassimir (* 1969), bulgarischer Akkordeonist

### Sterf
- Sterff, Josef (1935–2015), deutscher Bobfahrer
- Sterflinger, Robert (* 1964), deutscher Eishockeyspieler

### Sterg
- Stergiou, Antonia (* 1985), griechische Hochspringerin
- Stergiou, Leonidas (* 2002), Schweizer Fussballspieler

### Steri
- Steriadi, Jean Alexandru (1880–1956), rumänischer Maler und Grafiker
- Sterian, Soare (1906–1970), rumänischer Rugbyspieler
- Sterigere, John Benton (1793–1852), US-amerikanischer Politiker
- Stering, Josef (* 1949), österreichischer Fußballspieler

### Sterj
- Sterjovski, Mile (* 1979), australischer Fußballspieler

### Sterk
- Sterk, Harald (1938–1991), österreichischer Kulturjournalist
- Sterk, Katalin (* 1961), ungarische Leichtathletin
- Sterk, Marijn (* 1987), niederländischer Fußballspieler
- Sterk, Max (* 1951), deutscher Fußballspieler
- Sterk, Mieke (* 1946), niederländische Sprinterin, Hürdenläuferin und Fünfkämpferin
- Sterk, Norbert (* 1968), österreichischer Komponist
- Sterk, Robert (1949–2013), österreichischer Journalist, Buchautor und Medienberater
- Sterk, Wilhelm (* 1880), österreichischer Bühnenautor und Operetten-Librettist
- Sterkel, Franz Xaver (1750–1817), deutscher Pianist und Komponist
- Sterkel, Jill (* 1961), US-amerikanische Schwimmerin
- Sterkenburg, Erin (* 2003), südafrikanische Sportkletterin
- Sterkenburg, Peter J. (1955–2000), niederländischer Marinemaler

### Sterl
- Sterl, Oliver (* 1969), österreichischer Architekt
- Sterl, Raimund Walter (1936–2010), deutscher Organist, Komponist, Archivar und Musikhistoriker
- Sterl, Robert (1867–1932), deutscher Maler und GrafikerRobert Sterl (1867–1932)

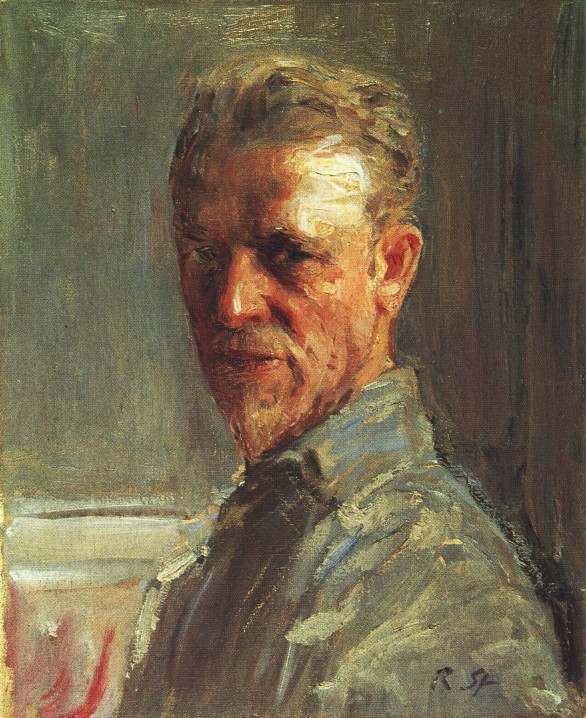
Robert Sterl (1867–1932)

- Sterland, Mel (* 1961), englischer Fußballspieler
- Sterle, Franz (1782–1857), österreichischer Kaufmann und Reichstagsabgeordneter
- Sterler, Fritz (1886–1920), deutscher Schauspieler bei Theater und Stummfilm
- Sterler, Hermine (1894–1982), deutsche Schauspielerin
- Sterligow, Boris Wassiljewitsch (1901–1971), sowjetischer Flugnavigator
- Sterlikowa, Bella Nikolajewna (* 1984), russische Skeletonpilotin
- Sterling, Alexandre (* 1966), französischer Schauspieler und Sänger
- Sterling, Ansel (1782–1853), US-amerikanischer Politiker
- Sterling, Brett (* 1984), US-amerikanischer Eishockeyspieler
- Sterling, Bruce (* 1954), US-amerikanischer Science-Fiction-Schriftsteller
- Sterling, Bruce Foster (1870–1945), US-amerikanischer Politiker
- Sterling, Charles (1901–1991), französischer Kunsthistoriker
- Sterling, Donald (* 1934), US-amerikanischer Finanzmagnat und ehemaliger Besitzer des Basketballteams Los Angeles Clippers
- Sterling, Dujon (* 1999), englisch-jamaikanischer Fußballspieler
- Sterling, Eleonore (1925–1968), deutsche Politologin
- Sterling, Ford (1883–1939), US-amerikanischer Schauspieler und Filmregisseur
- Sterling, Fred (1869–1934), US-amerikanischer Politiker
- Sterling, George (1869–1926), US-amerikanischer Lyriker und Dramatiker
- Sterling, Jan (1921–2004), US-amerikanische Theater- und FilmschauspielerinJan Sterling (1921–2004)

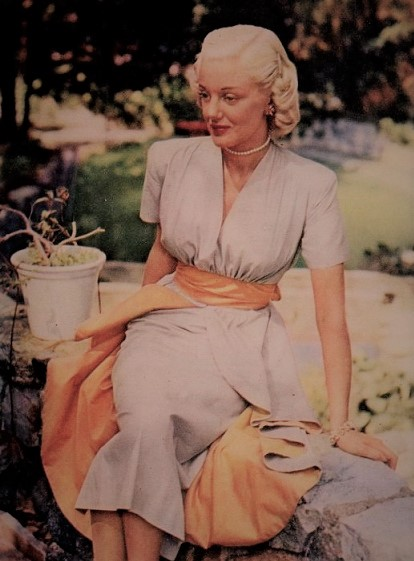
Jan Sterling (1921–2004)

- Sterling, Jeffrey, Baron Sterling of Plaistow (* 1934), britischer Politiker, Unternehmer und Wirtschaftsmanager
- Sterling, John Allen (1857–1918), US-amerikanischer Politiker
- Sterling, John William (1844–1918), US-amerikanischer Jurist und großzügiger Mäzen der Yale University
- Sterling, Jonathan (* 1982), US-amerikanischer Basketballschiedsrichter
- Sterling, Justin (* 1968), US-amerikanischer Pornodarsteller, -regisseur und -produzent
- Sterling, Matt (1942–2006), US-amerikanischer Filmregisseur für homosexuelle Pornofilme
- Sterling, Maury (* 1971), US-amerikanischer Schauspieler
- Sterling, Micah (1784–1844), US-amerikanischer Jurist und Politiker
- Sterling, Mindy (* 1953), US-amerikanische Schauspielerin
- Sterling, Molly (* 1998), irische Singer-Songwriterin
- Sterling, Nici (* 1968), britische Pornodarstellerin
- Sterling, Peter (* 1940), US-amerikanischer Psychologe und Neurophysiologe
- Sterling, Philip (1922–1998), US-amerikanischer Schauspieler und Jazz-Pianist
- Sterling, Rachel (* 1979), US-amerikanische Schauspielerin, Tänzerin und Model
- Sterling, Raheem (* 1994), englischer FußballspielerRaheem Sterling (* 1994)

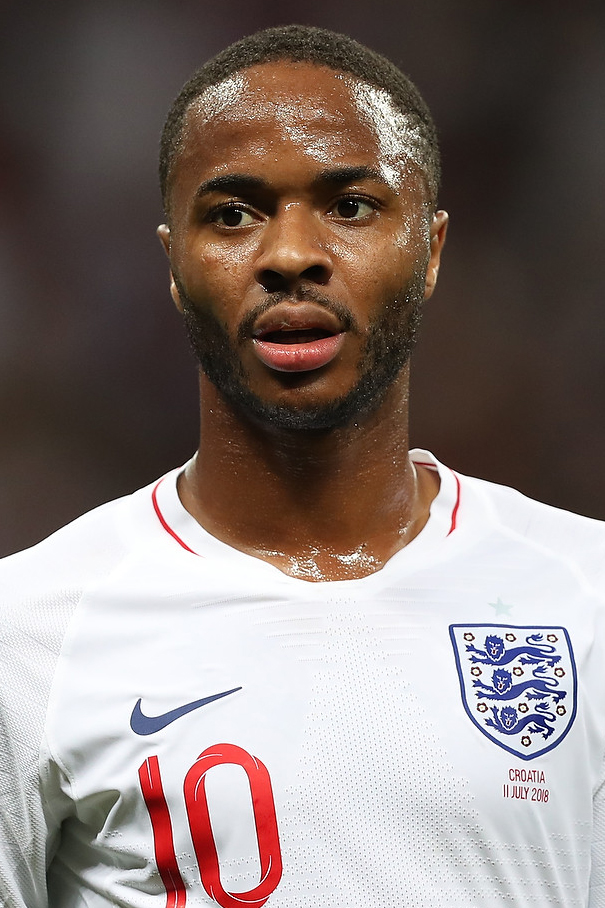
Raheem Sterling (* 1994)

- Sterling, Robert (1917–2006), US-amerikanischer Schauspieler und Unternehmer
- Sterling, Ross S. (1875–1949), US-amerikanischer Politiker und Gouverneur des BundesstaatesTexas (1931–1933)
- Sterling, Shellie, US-amerikanische Schauspielerin
- Sterling, Thomas (1851–1930), US-amerikanischer Politiker (Republikanische Partei)
- Sterling, Tisha (* 1944), US-amerikanische Schauspielerin
- Sterling-James, Omari (* 1993), englischer Fußballspieler mit Staatsbürgerschaft von St. Kitts und Nevis
- Sterly, Hans-Jürgen (1938–2012), deutscher Schulleiter und Autor
- Sterly, Joachim (1926–2001), deutscher Ethnologe
- Sterlyk, Wolodymyr (* 1940), sowjetisch-ukrainischer Ruderer

### Sterm
- Sterman, George (* 1946), US-amerikanischer theoretischer Elementarteilchenphysiker
- Stermann, Catherine (1949–1985), französische Schauspielerin
- Stermann, Dirk (* 1965), deutscher Satiriker, Radio-Moderator, Kabarettist und SchriftstellerDirk Stermann (* 1965)

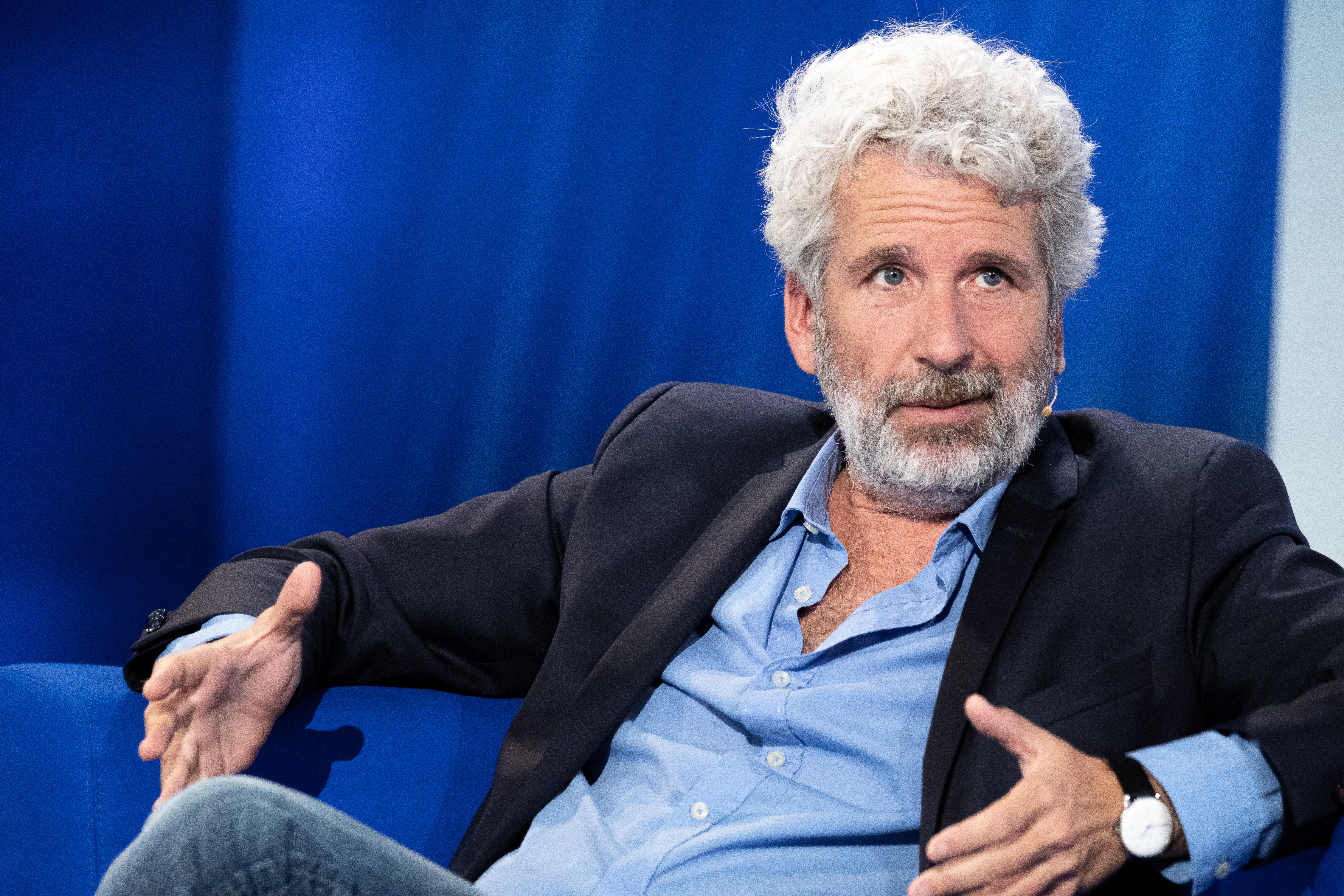
Dirk Stermann (* 1965)

- Stermitz, Mercedes (* 1958), österreichische Autorennfahrerin
- Stermsek, Anton (1911–2006), deutscher Fußballspieler

### Stern
- Stern Cohen, Hilda (1924–1997), deutsch-amerikanische Lyrikerin, Schriftstellerin und Holocaust-Überlebende
- Stern von Gwiazdowski, Karl Ludwig (1794–1874), preußischer Generalmajor und Militärschriftsteller
- Stern von Labach, Peter, Chronist im Dienste der Habsburger
- Stern, Abraham († 1842), polnischer Uhrmacher, autodidaktischer Mathematiker und Erfinder von Rechenmaschinen
- Stern, Adolf (1835–1907), deutscher Literaturhistoriker und Dichter
- Stern, Adolf (1849–1907), deutscher Schachspieler
- Stern, Adolph (1879–1958), ungarisch-amerikanischer Mediziner, Neurologe, Psychiater und Psychoanalytiker
- Stern, Adrian (* 1975), Schweizer Sänger und Songschreiber
- Stern, Adriana (* 1960), deutsche Schriftstellerin
- Stern, Alexander (* 1976), deutscher Bildhauer, Maler und Installationskünstler
- Stern, Alfred (1831–1918), österreichischer Rechtsanwalt und Wiener Kommunalpolitiker
- Stern, Alfred (1846–1936), deutscher Historiker
- Stern, Alfred (1899–1980), österreichisch-US-amerikanischer Philosoph und Hochschullehrer
- Stern, Alfred (1901–1982), Schweizer Musiker und Komponist
- Stern, Alfred (* 1965), österreichischer Manager
- Stern, Anna (* 1990), Schweizer Schriftstellerin
- Stern, Anne (* 1982), deutsche AutorinAnne Stern (* 1982)

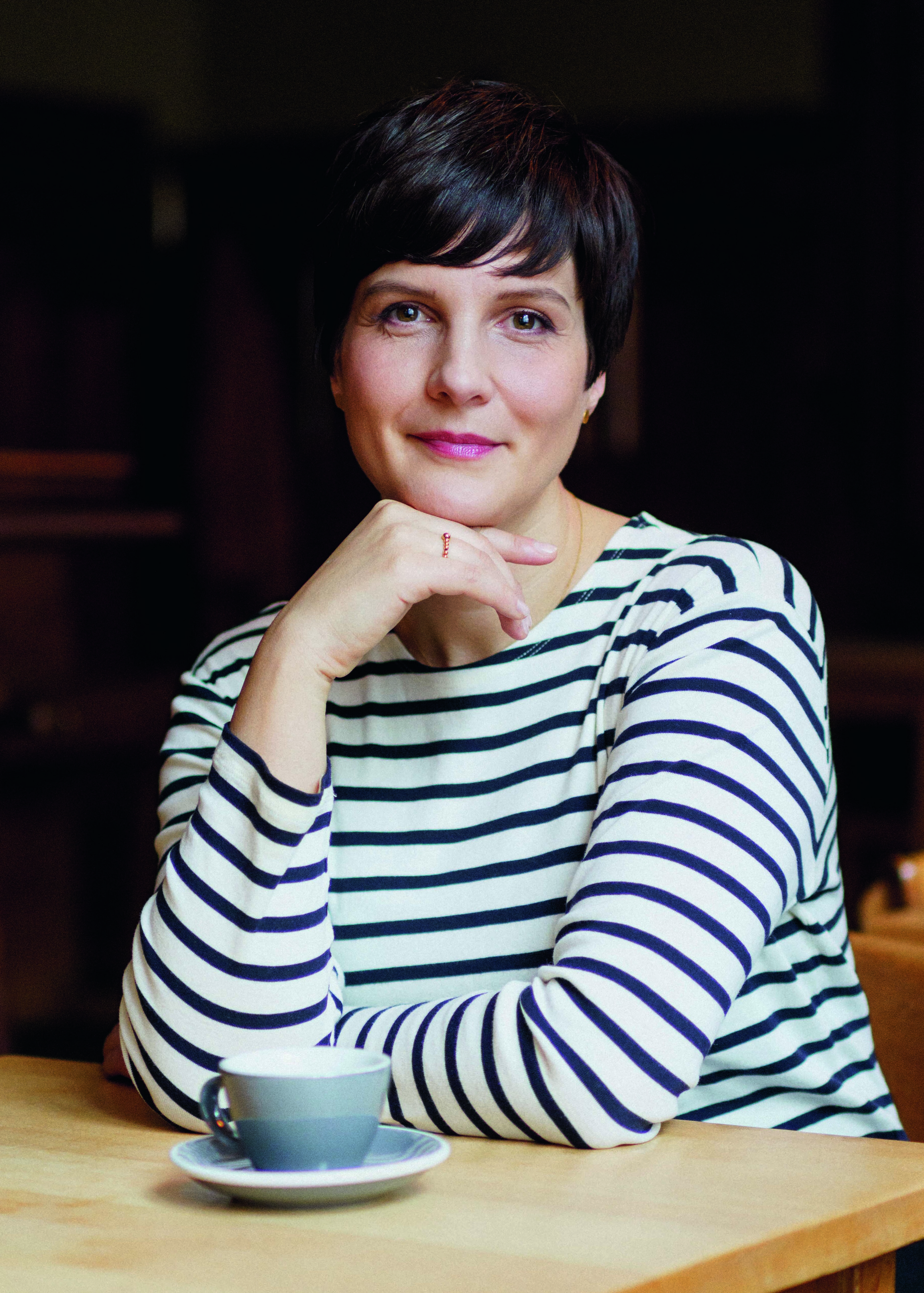
Anne Stern (* 1982)

- Stern, Anne-Lise (1921–2013), französische Psychoanalytikerin und Holocaustüberlebende
- Stern, Anschel (1820–1888), deutscher Großrabbiner und Pädagoge
- Stern, Armin (1883–1944), Maler
- Stern, Arno (1924–2024), deutscher KunsterzieherArno Stern (1924–2024)

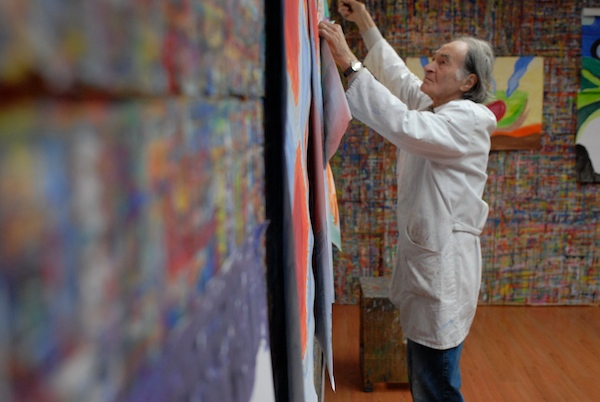
Arno Stern (1924–2024)

- Stern, Arthur (1874–1942), österreichischer Filmmanager, -produzent und -verleiher
- Stern, August (1837–1914), deutscher Pädagoge, Chorleiter und Komponist
- Stern, Aurelia (* 2000), deutsche Schauspielerin
- Stern, Avraham (1907–1942), polnischer Dichter, Gründer und Leiter der zionistischen Organisation Lechi
- Stern, Axel (* 1912), deutscher Philosoph
- Stern, Bernhard Joseph (1894–1956), US-amerikanischer Soziologe und Anthropologe
- Stern, Bert (1929–2013), US-amerikanischer Mode- und Werbefotograf
- Stern, Bertrand (* 1948), deutscher Autor
- Stern, Bezalel (1798–1853), russischer Pädagoge
- Stern, Bobby (* 1952), amerikanischer Saxophonist des Fusionjazz
- Stern, Carl (1819–1875), deutscher Katholischer Theologe und Hochschullehrer
- Stern, Carl Friedrich von (1859–1944), balten-deutscher Historiker, Bibliothekar und Journalist
- Stern, Carl Walfried von (1819–1874), deutschbaltischer Landwirt und Dichter
- Stern, Carola (1925–2006), deutsche Publizistin und Journalistin
- Stern, Clara (1877–1945), deutsch-US-amerikanische Entwicklungspsychologin
- Stern, Clara (* 1987), österreichische Filmregisseurin und Drehbuchautorin
- Stern, Claudia (* 1962), deutsche Schlagersängerin
- Stern, Curt (1902–1981), deutsch-amerikanischer Genetiker
- Stern, Daniel (1934–2012), US-amerikanischer Psychiater und Psychoanalytiker
- Stern, Daniel (* 1957), US-amerikanischer SchauspielerDaniel Stern (* 1957)

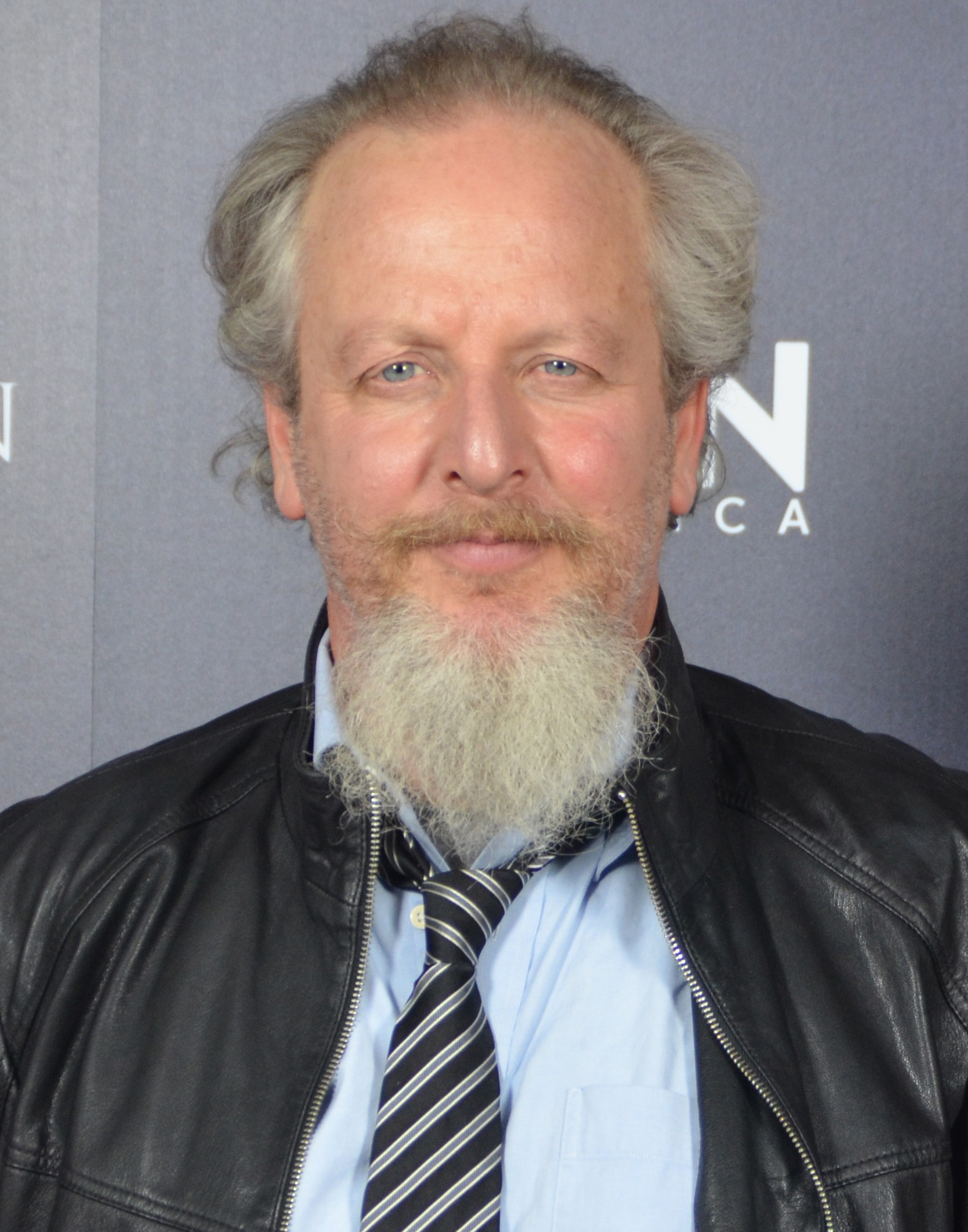
Daniel Stern (* 1957)

- Stern, David (1942–2020), US-amerikanischer Manager, Commissioner der NBA
- Stern, David (* 1963), US-amerikanischer Dirigent
- Stern, David A. (* 1958), US-amerikanischer Autor
- Stern, David D. (* 1956), US-amerikanischer Künstler
- Stern, Dawn (* 1966), US-amerikanische Schauspielerin und Model
- Stern, Desider (1907–2000), jüdischer Lexikograph
- Stern, Dieter (1934–2011), deutscher Schachspieler
- Stern, Dorothea (1878–1949), deutsche Kunsthistorikerin
- Stern, Edith Helen (* 1952), US-amerikanische Mathematikerin und Erfinderin
- Stern, Edna (* 1977), belgisch-israelische Pianistin
- Stern, Édouard (1954–2005), französischer Bankier und Finanzier
- Stern, Elizabeth (1915–1980), kanadisch-amerikanische Pathologin und Hochschullehrerin
- Stern, Elsbeth (* 1957), deutsche Psychologin und HochschullehrerinElsbeth Stern (* 1957)

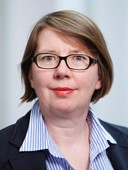
Elsbeth Stern (* 1957)

- Stern, Emma (1878–1969), deutsche Malerin
- Stern, Erich (1889–1959), deutscher Psychiater, Psychologe und Pädagoge
- Stern, Ernst (1876–1954), deutscher Bühnenbildner, Szenenbildner, Kostümbildner und Grafiker
- Stern, Ernst von (1859–1924), deutsch-russischer Althistoriker und Klassischer Philologie
- Štern, Evžen (1889–1942), tschechoslowakischer Jurist und Politiker
- Stern, Felix (1884–1942), deutscher Neurologe
- Stern, Frank (* 1944), deutscher Geschichts- und Kulturwissenschafter
- Stern, Franz Alice (* 1990), italienischer Musikproduzent, Komponist und DJ
- Stern, Fred B. (* 1895), deutschamerikanischer Publizist
- Stern, Fried (* 1875), deutscher Maler, Grafiker, Schriftsteller und Hörfunkautor
- Stern, Friedel (1917–2006), israelische Karikaturistin
- Stern, Friedrich Sigismund (1812–1889), deutschbaltischer Maler und Graphiker
- Stern, Fritz (1926–2016), US-amerikanischer Historiker deutscher HerkunftFritz Stern (1926–2016)

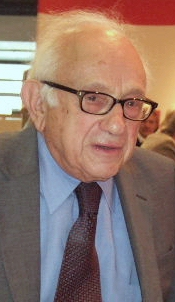
Fritz Stern (1926–2016)

- Stern, Gabriel (1913–1983), jüdischer Schriftsteller und Journalist
- Stern, Georg (1820–1876), deutscher Architekt, Gewerbeschullehrer, Bibliothekar und Stifter
- Stern, Georg (1867–1934), deutscher Ingenieur
- Stern, Georg (1921–1980), deutscher Opernsänger (Bass)
- Stern, George (1768–1825), deutscher Landrat
- Stern, Gerald (1925–2022), US-amerikanischer Lyriker, Erzähler und Essayist
- Stern, Gerda (1903–1992), deutsche Redakteurin und KPD-Funktionärin
- Stern, Gerson (1874–1956), deutscher Schriftsteller
- Stern, Gerta (1915–2018), österreichische Schauspielerin und Kosmetikerin
- Stern, Grete (1904–1999), deutsch-argentinische Fotografin
- Stern, Guy (1922–2023), deutschamerikanischer Literaturwissenschaftler
- Stern, Hans (1922–2007), deutsch-brasilianischer Juwelier, Seniorchef des drittgrößten Schmuckkonzerns der Welt
- Stern, Hans Otto (1901–1956), deutscher Schauspieler
- Stern, Heinemann (1878–1957), deutscher Pädagoge
- Stern, Heinrich (1897–1974), österreichischer Politiker (SPÖ), Landtagsabgeordneter
- Stern, Heinrich (1938–2024), deutscher Koch
- Stern, Hellmut (1928–2020), deutscher Geiger und Buchautor
- Stern, Henri (1902–1988), deutsch-französischer Kunsthistoriker und Archäologe
- Stern, Henry Aaron (1820–1885), britischer Missionar
- Stern, Hermann (1866–1933), Opfer des Creglinger Pogroms, gilt als erstes Todesopfer systematischer Judenverfolgungen zur NS-Zeit
- Stern, Hermann (1878–1952), österreichischer Rechtsanwalt, Lokalpolitiker und Wirtschaftspionier
- Stern, Hermann (1912–1978), deutscher Kirchenmusiker und Komponist
- Stern, Hermann J. (* 1966), Schweizer Ökonom, Manager und Wirtschaftsjournalist
- Stern, Horst (1922–2019), deutscher Journalist, Filmemacher und Schriftsteller
- Stern, Howard (* 1954), US-amerikanischer Radio-ModeratorHoward Stern (* 1954)

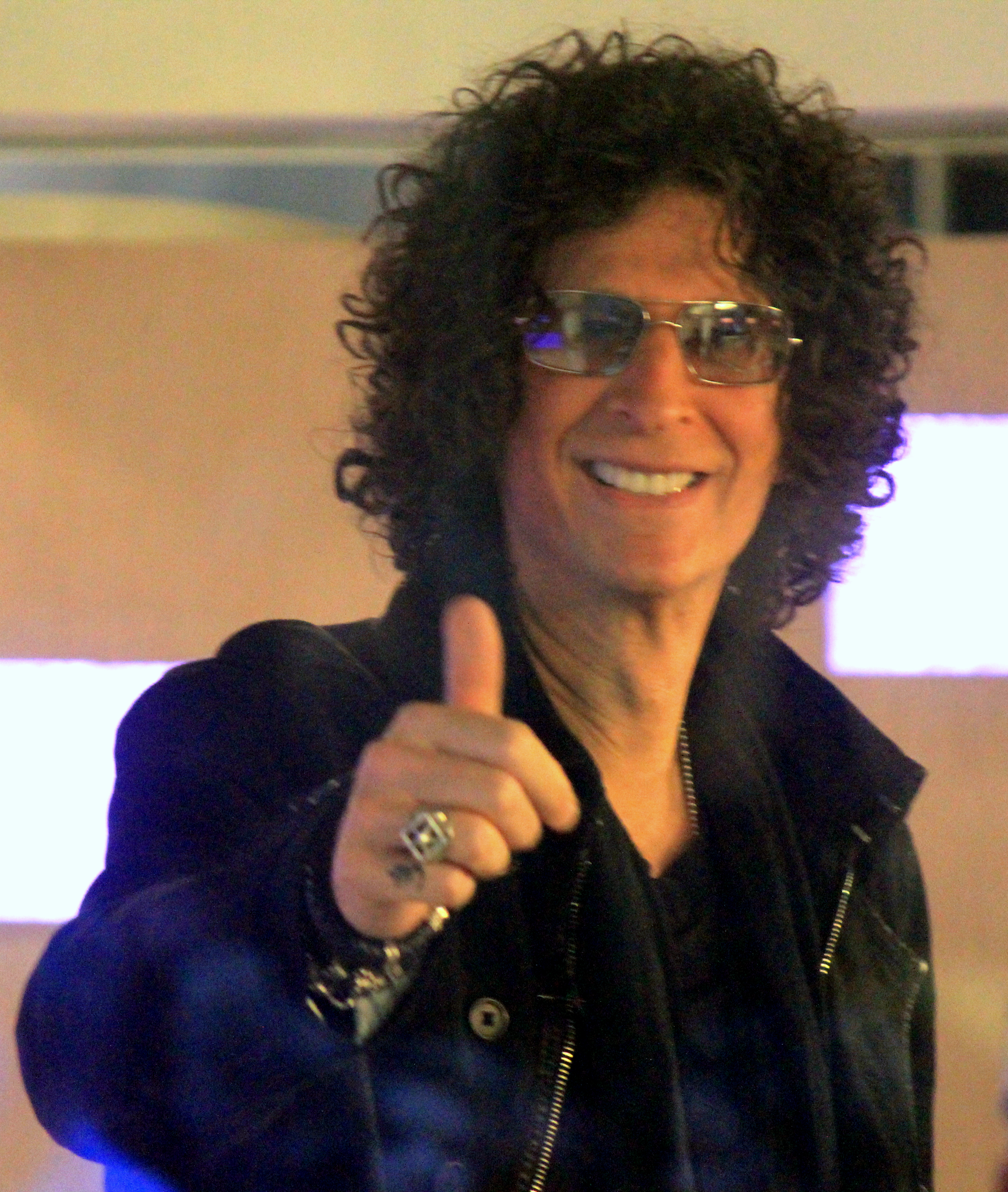
Howard Stern (* 1954)

- Stern, Ignaz (1679–1748), deutscher Barockmaler
- Stern, Irma (1894–1966), südafrikanische Künstlerin
- Stern, Isaac (1920–2001), US-amerikanischer Violinist
- Stern, Isabell (* 1979), deutsche Schauspielerin
- Stern, Itzhak (1901–1969), polnisch-israelischer Überlebender der Schoah und Helfer bei den Rettungsaktionen von Oskar Schindler
- Stern, Jacques (1882–1949), französisch-jüdischer Politiker
- Stern, Jacques (* 1949), französischer Kryptologe
- Stern, Jakob (1843–1911), deutscher Rabbiner, der sich zum freidenkenden Sozialisten wandelte, Autor
- Stern, James (1904–1993), irisch-britischer Schriftsteller und Übersetzer
- Stern, Jean (1875–1962), französischer Degenfechter und Olympiasieger
- Stern, Jeanne (1908–1998), Übersetzerin und Drehbuchautorin
- Stern, Jenna (* 1967), US-amerikanische Schauspielerin
- Stern, Joanna, US-amerikanische Technikjournalistin
- Stern, Jochen (* 1928), deutscher SchauspielerJochen Stern (* 1928)

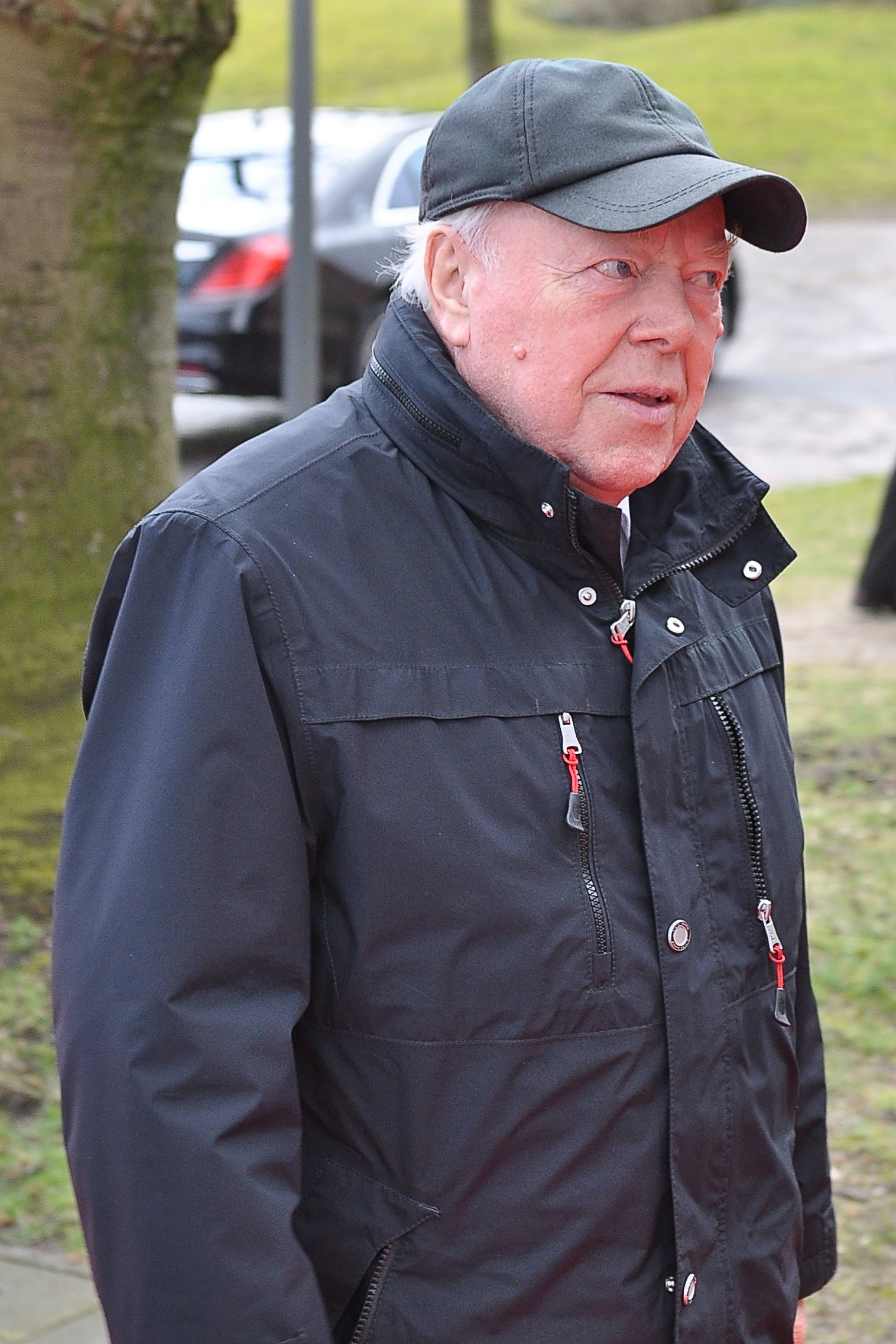
Jochen Stern (* 1928)

- Stern, Johann (1896–1972), deutscher Politiker (WAV), Mitglied der Verfassunggebenden Landesversammlung in Bayern
- Stern, Johanna Margarete (1874–1944), Opfer der nationalsozialistischen Gewaltherrschaft
- Stern, Josef (1839–1902), deutscher Journalist, Redakteur der Frankfurter Zeitung, Mitglied des Preußischen Abgeordnetenhauses (XV. Wahlperiode)
- Stern, Josef (1849–1924), Pionier der Bahn-, Elektrizitäts- und Bergbautechnologie in Österreich
- Stern, Josef Luitpold (1886–1966), österreichischer Dichter
- Stern, Joseph Peter (1920–1991), britischer Germanist
- Stern, Joshua Michael (* 1961), US-amerikanischer Filmregisseur und Drehbuchautor
- Stern, Julius (1820–1883), deutscher Musikpädagoge und Komponist
- Stern, Julius (1858–1914), deutscher Bankier, Kunstsammler und Mäzen
- Stern, Karl (1906–1975), deutsch-kanadischer Psychiater, Neurologe und Autor
- Stern, Karl von (* 1897), österreichischer Grafiker und Maler
- Stern, Karoline (1800–1887), deutsche Opernsängerin (Sopran)
- Stern, Käthe (1894–1973), deutschamerikanische Montessori-Pädagogin
- Stern, Klaus (1932–2023), deutscher Rechtswissenschaftler
- Stern, Klaus (* 1968), deutscher Filmemacher, Drehbuchautor und Regisseur
- Stern, Kurt (1907–1989), deutscher Journalist, Kommunist, Schriftsteller und Übersetzer
- Stern, Leni (* 1952), deutsche Jazz-Gitarristin, -Sängerin und -PianistinLeni Stern (* 1952)

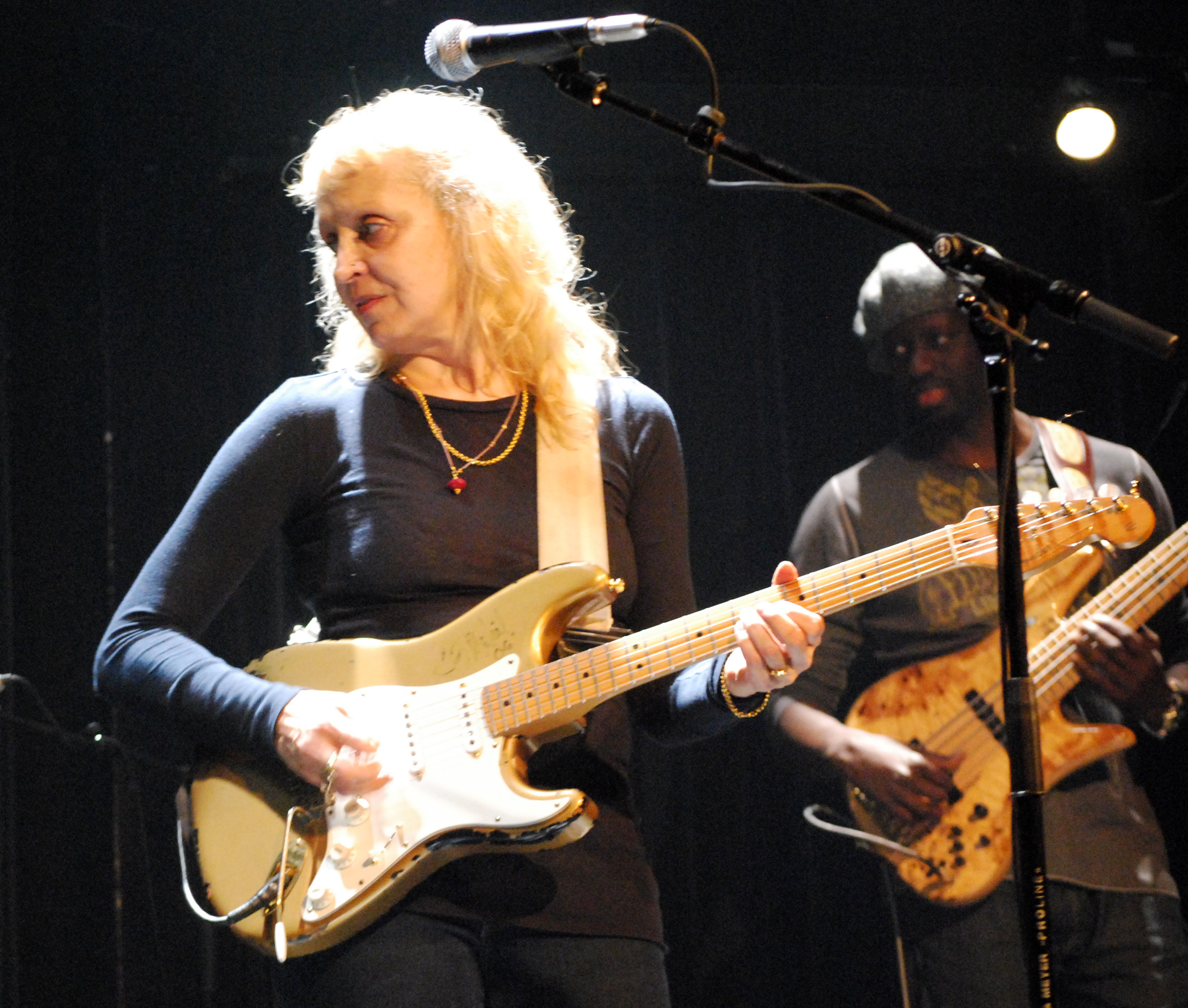
Leni Stern (* 1952)

- Stern, Leo (1901–1982), deutscher Historiker
- Stern, Lily (* 2005), slowakische Eishockeyspielerin
- Stern, Lina Solomonowna (1878–1968), sowjetisch-lettische Physiologin und Biologin
- Stern, Loretta (* 1974), deutsche Sängerin und SchauspielerinLoretta Stern (* 1974)

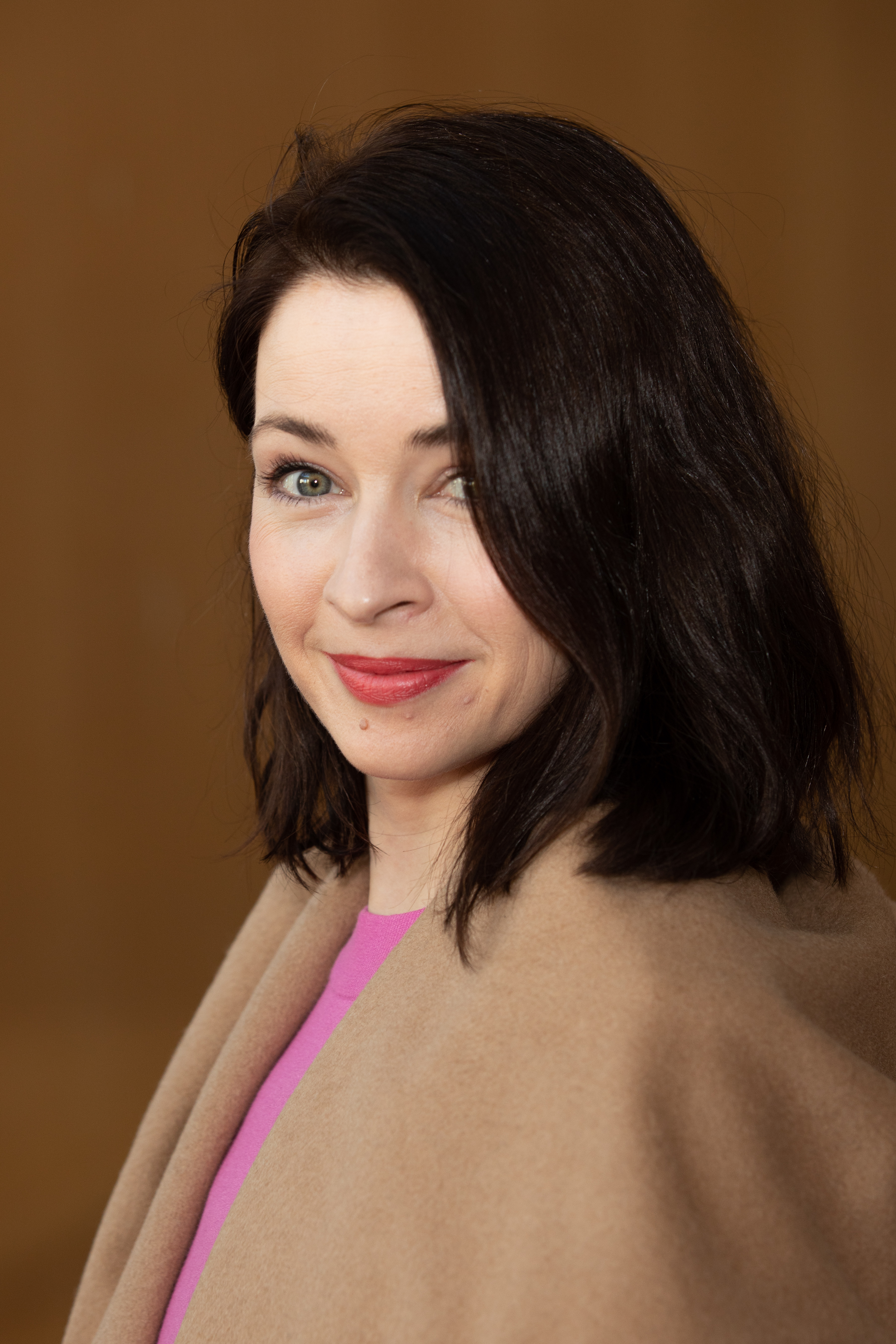
Loretta Stern (* 1974)

- Stern, Louis (1847–1922), deutsch-amerikanischer Unternehmer
- Stern, Ludovico (1709–1777), italienischer Maler des Spätbarock oder Rokoko
- Stern, Ludwig (1778–1828), Bürgermeister von Kassel
- Stern, Ludwig (1846–1911), deutscher Orientalist, Ägyptologe, Koptologe und Keltologe
- Stern, Madeleine (1912–2007), US-amerikanische Antiquariats-Buchhändlerin und Autorin
- Stern, Manfred (1896–1954), Kommunist, Kominternmitarbeiter und Spion des sowjetischen Militärnachrichtendienstes, GRU
- Stern, Maram (* 1955), Vizepräsident des Jüdischen Weltkongresses
- Stern, Marc (1956–2005), orthodoxer Rabbiner der Jüdischen Gemeinde Osnabrück, Autor
- Stern, Marcel (1909–1989), französischer Komponist und Violinist
- Stern, Marcel (1922–2002), Schweizer Segler
- Stern, Maria (* 1972), österreichische Singer-Songwriterin, Schriftstellerin
- Stern, Marnie (* 1976), US-amerikanische Musikerin
- Stern, Martha (1881–1968), Mitbegründerin des Mannheimer Vereins für Mutterschutz
- Stern, Martin (1930–2024), Schweizer Literaturwissenschaftler
- Stern, Matthew, US-amerikanischer Biathlet
- Stern, Maurice, US-amerikanischer Opernsänger (Tenor) und Bildhauer
- Stern, Maurice Reinhold von (1860–1938), deutsch-baltischer Schriftsteller und Journalist
- Stern, Max (1872–1943), deutscher Maler, Zeichner und Grafiker
- Stern, Max (1904–1987), deutsch-kanadischer Kunsthistoriker und Galerist in Düsseldorf und Montreal
- Stern, Max, costa-ricanischer Pokerspieler, Arzt und Autor
- Stern, Meir († 1680), Rabbiner, Kabbalist
- Stern, Menahem (1925–1989), israelischer Altphilologe und Althistoriker
- Stern, Michael (1897–1989), österreichischer Rechtsanwalt und Strafverteidiger
- Stern, Mike (* 1953), US-amerikanischer Jazz-GitarristMike Stern (* 1953)

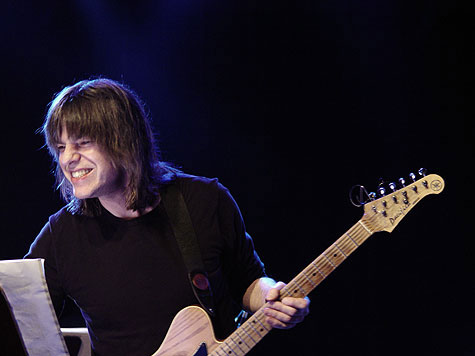
Mike Stern (* 1953)

- Stern, Moritz (1807–1894), deutscher Mathematiker und der erste jüdische Ordinarius an einer deutschen Universität
- Stern, Moritz Mosche (1864–1939), deutscher Rabbiner, Historiker, Bibliotheks- und Museumsleiter
- Stern, Nathan Sally (1879–1975), deutsch-amerikanischer Ingenieur, Unternehmer und Autor
- Štern, Nejc (* 2003), slowenischer Skilangläufer
- Stern, Nicholas (* 1946), britischer Ökonom
- Stern, Nina (* 1979), deutsche Schlagersängerin, Moderatorin, Schauspielerin, Texterin und Musikproduzentin
- Stern, Norbert (1881–1964), deutscher Schriftsteller
- Stern, Oliver (* 1953), deutscher Schlager-Countryinterpret, Komponist, Texter, Musikproduzent und Buchautor
- Stern, Oliver (1959–2011), österreichischer Schauspieler
- Stern, Otto (1888–1969), deutsch-amerikanischer PhysikerOtto Stern (1888–1969)

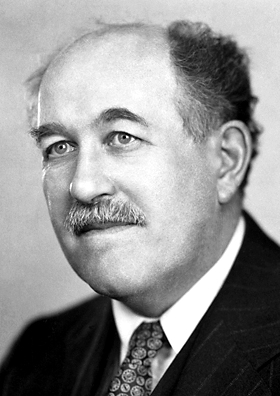
Otto Stern (1888–1969)

- Stern, Otto (1921–1996), Schweizer Schauspieler und Synchronsprecher
- Stern, Otto Friedrich (1868–1902), deutscher Physiker
- Stern, Paul (1844–1912), preußischer Generalmajor
- Stern, Paul (1888–1944), deutscher Übersetzer
- Stern, Peggy (* 1948), US-amerikanische Jazz-Pianistin und Keyboarderin
- Stern, Peggy (* 1957), US-amerikanische Filmproduzentin und Filmregisseurin
- Stern, Peter (1852–1929), deutscher Kommunalpolitiker und Bürgermeister der Stadt Viersen
- Stern, Peter August (1907–1947), deutscher Journalist, Herausgeber und Widerstandskämpfer gegen den Nationalsozialismus
- Stern, Phil (1919–2014), US-amerikanischer Fotograf
- Stern, Philippe (1895–1979), französischer Kunsthistoriker
- Stern, Philippe (* 1938), Schweizer Unternehmer (Patek Philippe)
- Stern, René (* 1972), deutscher Schachgroßmeister
- Stern, Richard (1865–1911), deutscher Arzt
- Stern, Richard (1899–1967), deutscher Unternehmer und Emigrant
- Stern, Richard Martin (1915–2001), US-amerikanischer Schriftsteller
- Stern, Robert (1885–1964), deutscher Architekt
- Stern, Robert A. M. (* 1939), amerikanischer traditioneller Architekt und Professor
- Stern, Robert L. (* 1932), US-amerikanischer römisch-katholischer Geistlicher
- Stern, Roger (* 1950), US-amerikanischer Romancier und Comicautor
- Stern, Ronald J. (* 1947), US-amerikanischer Mathematiker
- Stern, Ronja (* 1997), Schweizer Badmintonspielerin
- Stern, Ronnie (* 1967), kanadischer Eishockeyspieler
- Stern, Rudolf (1895–1962), deutscher Arzt
- Stern, Sabrina (* 1982), deutsche Schlagersängerin
- Stern, Selma (1890–1981), deutsche Historikerin
- Stern, Shoshannah (* 1980), gehörlose US-amerikanische SchauspielerinShoshannah Stern (* 1980)

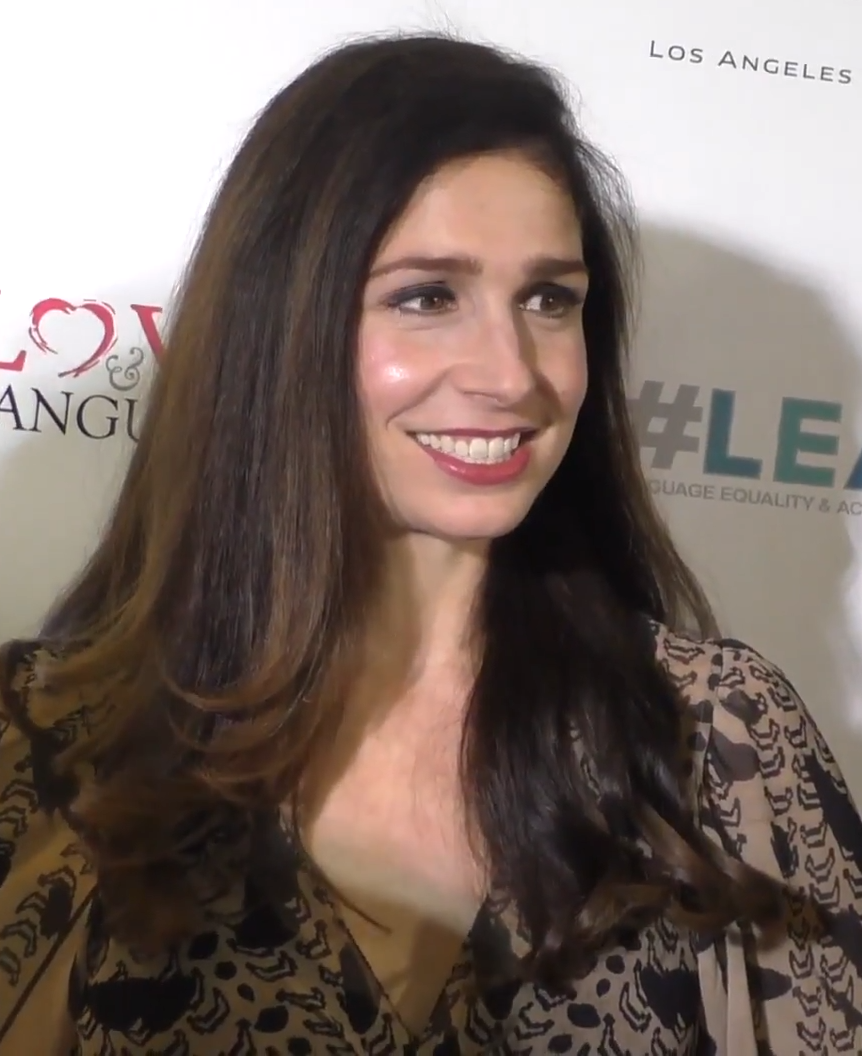
Shoshannah Stern (* 1980)

- Stern, Sigismund (1812–1867), Pädagoge und Schriftsteller
- Stern, Simon (* 1971), US-amerikanischer Jurist
- Stern, Stefanie (1901–1996), deutsche Florettfechterin
- Stern, Stewart (1922–2015), US-amerikanischer Drehbuchautor
- Stern, Tania (1904–1995), deutsch-britische Übersetzerin
- Stern, Tanja (* 1952), deutsche Schriftstellerin
- Stern, Theodor (1837–1900), deutscher Bankier, Politiker, Mäzen und Stifter
- Stern, Todd (* 1951), US-amerikanischer Politiker, Klimabeauftragter der Regierung Obama
- Stern, Tom (* 1946), US-amerikanischer Kameramann
- Stern, Tom (* 1953), österreichischer Schlagersänger
- Stern, Victor (1885–1958), österreichischer Politiker (KPČ) und Philosoph
- Stern, Vivien, Baroness Stern (* 1941), britische Politikerin
- Stern, Walter (* 1972), österreichischer Skeletonpilot
- Stern, Werner (1932–2018), deutscher Fernschachmeister
- Stern, Wilfried (1939–2020), deutscher Politiker (NDPD), MdV
- Stern, Wilhelm (1792–1873), deutscher Pädagoge
- Stern, Willem B. (* 1938), niederländischer Geochemiker und emeritierter außerordentlicher Professor der Universität Basel
- Stern, William (1871–1938), deutscher Psychologe und Begründer der Differenziellen PsychologieWilliam Stern (1871–1938)

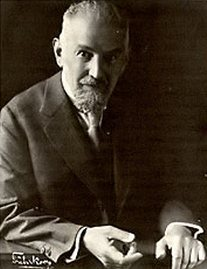
William Stern (1871–1938)

- Stern, Wolf (1897–1961), Leiter des Instituts für Deutsche Militärgeschichte in Potsdam
- Stern, Yuri (1949–2007), israelischer Politiker
- Stern-Loridan, Marie Louise (1911–2004), deutsche, jüdische Widerstandskämpferin gegen den Nationalsozialismus
- Stern-Rubarth, Edgar (1883–1972), deutscher Journalist und Publizist
- Stern-Szana, Bernhard (1867–1927), deutschbaltisch-österreichischer Schriftsteller, Historiker, Journalist, Korrespondent, Reiseschriftsteller, Kritiker, Kulturhistoriker und Redakteur
- Stern-Winter, Marianne (1919–1998), deutsche Shoa-Überlebende

#### Sterna
- Sterna, Katta (1897–1984), deutsche Schauspielerin und Tänzerin
- Sternad, Maja (* 2003), deutsche Fußballspielerin
- Sternad, Peter (1946–2022), österreichischer Hammerwerfer
- Sternad, Rudolf (1880–1945), österreichischer Miniaturmaler und Lithograf tschechischer Abstammung
- Sternad, Rudolph (1906–1963), US-amerikanischer Filmarchitekt
- Sternad, Viktor (1921–2001), deutscher Textiltechniker und Professor
- Sternagel, Manfred (* 1934), deutscher Politiker (SPD), MdL
- Sternagel, Martin (1893–1943), deutscher Maler und Grafiker
- Sternal, Frank (* 1976), deutscher Tischtennisspieler
- Sternal, Lin (* 1987), deutsche Filmregisseurin und Drehbuchautorin
- Sternal, Raimund (* 1946), deutscher römisch-katholischer Geistlicher, emeritierter Generalvikar in Magdeburg
- Sternal, Sebastian (* 1983), deutscher JazzmusikerSebastian Sternal (* 1983)

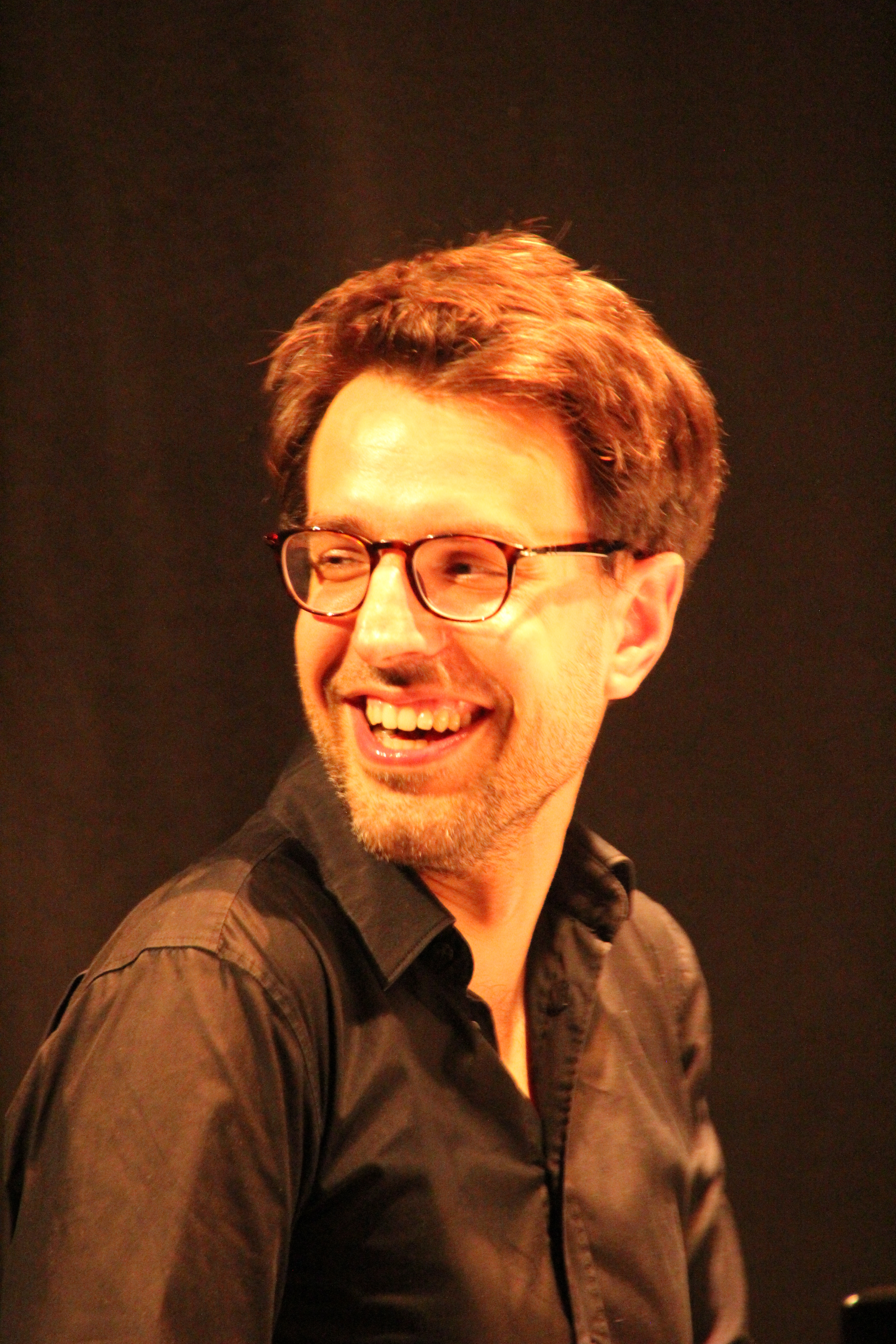
Sebastian Sternal (* 1983)

- Sternaman, Dutch (1895–1973), US-amerikanischer Footballspieler
- Sternaman, Joey (1900–1988), US-amerikanischer American-Football-Spieler und -Trainer
- Sternat, Ludwig (1884–1958), österreichischer Politiker und Kaufmann
- Sternat, Mathilde, französische Musikerin (Cello)
- Sternath, Lukas (* 2001), österreichischer Pianist
- Sternau, Alfred (1890–1943), deutscher Jurist und Filmproduzent
- Sternaux, Ludwig (1885–1938), deutscher Theaterdirektor

#### Sternb
- Sternbach, Johann Ernst Kregel von (1652–1731), deutscher Handels- und Ratsherr, Erb-, Lehn- und Gerichtsherr
- Sternbach, Leo (1908–2005), US-amerikanischer ChemikerLeo Sternbach (1908–2005)

Leo Sternbach (1908–2005)

- Sternbach, Leon (1864–1940), polnischer Hochschullehrer und Opfer des Holocaust
- Sternbach, Paul von (1869–1948), österreichisch-italienischer Politiker (Südtirol), Abgeordneter zum Tiroler Landtag, Mitglied der Camera dei deputati
- Sternbach, Rick (* 1951), US-amerikanischer Illustrator
- Sternbach, Therese von (1775–1829), Tiroler Freiheitskämpferin
- Sternbacher, Georg (1933–1995), deutscher Maler
- Sternbeck, Uwe (* 1962), deutscher Politiker (Bündnis 90/Die Grünen)
- Sternberg, Adalbert (1868–1930), österreichisch-tschechischer Politiker und Publizist
- Sternberg, Adolph Wratislaw von (1627–1703), k.k Staatsmann, Diplomat und zuletzt Oberst-Burggrafen von Böhmen
- Sternberg, Alexander (* 1973), deutscher Schauspieler
- Sternberg, Amiel (* 1948), israelischer Rabbi
- Sternberg, August (1852–1932), deutscher Bankier und Börsenmakler
- Sternberg, Ben (1914–2004), US-amerikanischer Offizier, Generalmajor der US-Army
- Sternberg, Brian (1943–2013), US-amerikanischer Leichtathlet
- Sternberg, Carl (1872–1935), österreichischer Pathologe
- Sternberg, Charles H. (1850–1943), US-amerikanischer Fossiliensammler
- Sternberg, Charles M. (1885–1981), kanadischer Paläontologe
- Sternberg, Daniel (1913–2000), US-amerikanischer Dirigent und Komponist
- Sternberg, Eli (1917–1988), österreichisch-US-amerikanischer Ingenieurwissenschaftler für Mechanik
- Sternberg, Erich Jakowlewitsch (1903–1980), deutsch-russischer Psychiater
- Sternberg, Erich Walter (1891–1974), deutsch-israelischer Komponist
- Sternberg, Franz Leopold von († 1745), böhmischer Adliger und Staatsmann
- Sternberg, Franz Philipp von (1708–1786), böhmischer Adliger und österreichischer Diplomat
- Sternberg, Frieda (1920–2009), deutsche LPG-Vorsitzende
- Sternberg, Fritz (1895–1963), deutscher marxistischer Theoretiker
- Sternberg, Friwi (1931–2018), deutscher Jazz- und Unterhaltungsmusiker
- Sternberg, Georg (1928–2017), deutscher Radrennfahrer und Schrittmacher
- Sternberg, George F. (1883–1969), US-amerikanischer Paläontologe
- Sternberg, George Miller (1838–1915), US-amerikanischer Arzt
- Sternberg, Guy (* 1975), israelisch-österreichischer Musikproduzent, Toningenieur und Komponist
- Sternberg, Hans (1878–1948), deutscher Schauspieler
- Sternberg, Heinrich von († 1328), Bischof von Bamberg
- Sternberg, Hermann (1825–1885), deutscher Bauingenieur
- Sternberg, Hubert (1897–1987), deutscher Unternehmer
- Sternberg, Jacques (1923–2006), belgischer Schriftsteller
- Sternberg, Janek (* 1992), deutscher FußballspielerJanek Sternberg (* 1992)

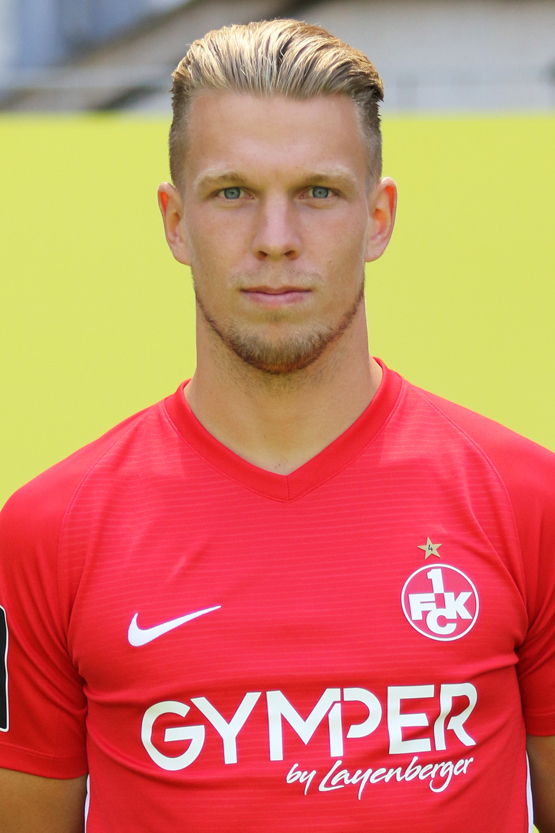
Janek Sternberg (* 1992)

- Sternberg, Jaroslav von († 1492), Landvogt der Oberlausitz und der Niederlausitz
- Sternberg, Jaroslaw Ignaz von (1641–1709), Bischof von Leitmeritz
- Sternberg, Joachim von (1755–1808), böhmischer Naturforscher und Unternehmer
- Sternberg, Johann Heinrich (1774–1809), deutscher Mediziner
- Sternberg, Jonathan (1919–2018), US-amerikanischer Dirigent und Musikpädagoge
- Sternberg, Josef von (1894–1969), US-amerikanischer Regisseur
- Sternberg, Julius (1879–1971), deutscher Kaufmann jüdischen Glaubens, Emigrant zur Zeit des Nationalsozialismus
- Sternberg, Kaspar Maria von (1761–1838), böhmischer Naturforscher; er gilt als Begründer der modernen Paläobotanik
- Sternberg, Kasper (* 1989), dänischer Tischtennisspieler
- Sternberg, Kurt (1885–1942), deutscher Philosoph und Autor
- Sternberg, László (1905–1982), ungarischer Fußballspieler und -trainer
- Sternberg, Leo (1876–1937), deutscher Schriftsteller und Poet
- Sternberg, Leopold von (1811–1899), österreichischer General der Kavallerie
- Sternberg, Leopoldine von (1733–1809), Fürstin von Liechtenstein
- Sternberg, Lew Jakowlewitsch (1861–1927), russisch-sowjetischer Ethnograph
- Sternberg, Ludwig (1857–1935), deutscher Schauspieler und Reuter-Rezitator
- Sternberg, Marcus (* 1965), deutscher Musikvideoregisseur
- Sternberg, Marion, deutsche Handballspielerin
- Sternberg, Max (1856–1930), deutscher Arzt
- Sternberg, Otto (* 1952), deutscher Handballtrainer
- Sternberg, Pawel Karlowitsch (1865–1920), russischer Astronom, Hochschullehrer und kommunistischer Revolutionär
- Sternberg, Peter Christoph (1823–1864), deutscher Journalist und Privatgelehrter
- Sternberg, Robert (* 1949), US-amerikanischer Psychologe
- Sternberg, Rolf (* 1959), deutscher Wirtschaftsgeograph und Hochschullehrer
- Sternberg, Rudy, Baron Plurenden (1917–1978), britischer Unternehmer, Landwirt und Viehzüchter
- Sternberg, Salomon Meyer (1824–1902), deutscher Arbeiterführer
- Sternberg, Shlomo (1936–2024), US-amerikanischer Mathematiker
- Sternberg, Stefan (* 1984), deutscher Politiker (SPD)Stefan Sternberg (* 1984)

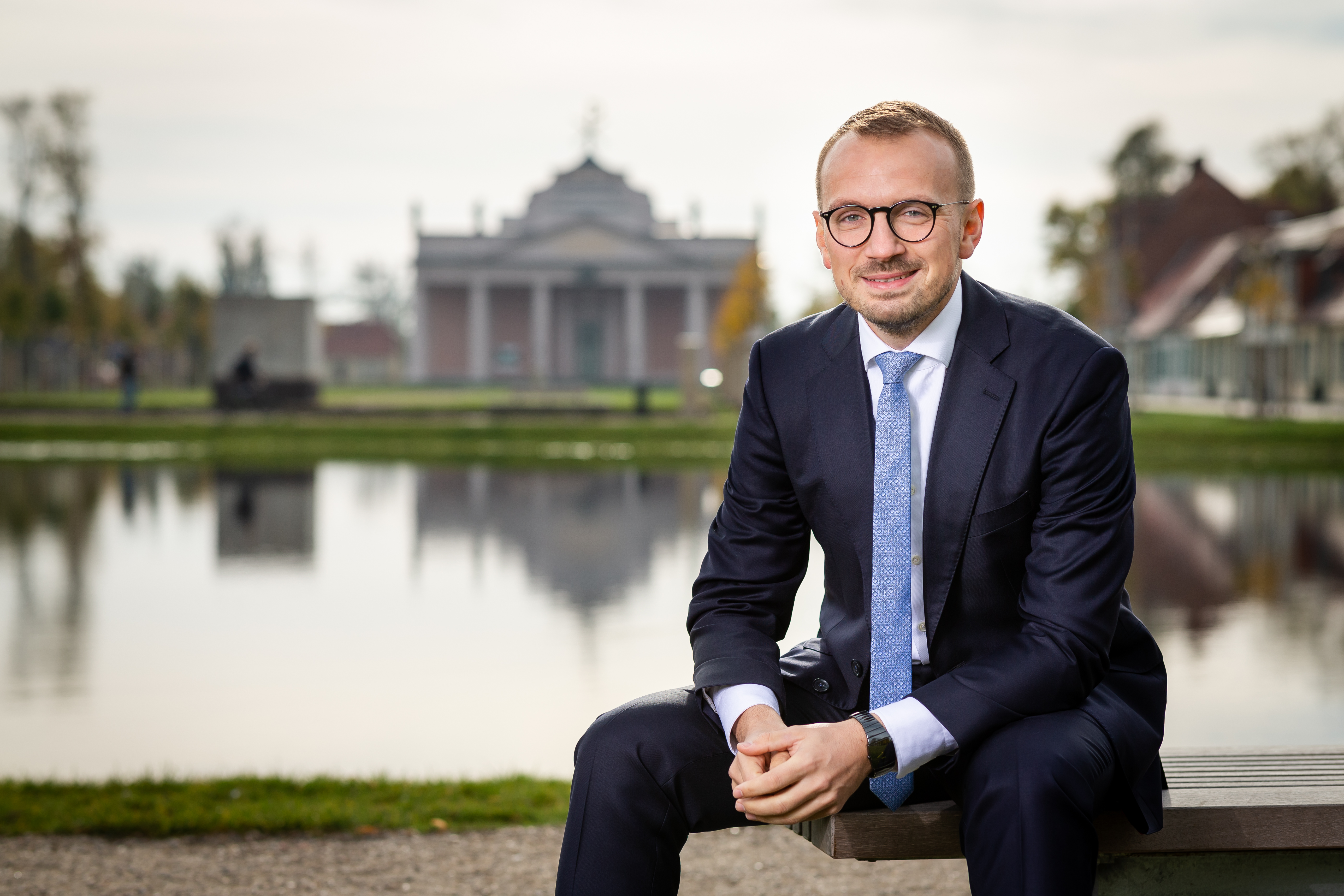
Stefan Sternberg (* 1984)

- Sternberg, Susanne (* 1963), deutsche Synchronsprecherin und Dialogbuchautorin
- Sternberg, Theodor (1878–1950), deutscher Rechtsphilosoph
- Sternberg, Theodor (1891–1963), deutscher Maler und Grafiker
- Sternberg, Thomas (* 1952), deutscher Politiker (CDU), MdL
- Sternberg, Tom, US-amerikanischer Filmproduzent
- Sternberg, Wassili Iwanowitsch (1818–1845), russischer Genre- und Landschaftsmaler der Romantik
- Sternberg, Wolfgang (1887–1953), deutsch-US-amerikanischer Mathematiker
- Sternberg, Zdenko von (1410–1476), böhmischer Adliger, Diplomat und Politiker
- Sternberg-el Hotabi, Heike (* 1955), deutsche Ägyptologin
- Sternberg-Irvani, Valerie (* 1991), deutsche Politikerin (Volt Deutschland)
- Sternberg-Lieben, Detlev (* 1950), deutscher Rechtswissenschaftler und Hochschullehrer
- Sternberger, Dolf (1907–1989), deutscher Politikwissenschaftler und Journalist
- Šternberk, Bohumil (1897–1983), böhmischer Astronom, Pädagoge und erster Direktor der Sternwarte Ondrejov
- Sternbuch, Recha (1905–1971), Schweizer Polizeihauptmann und Fussballspieler
- Sternburg, Juri (* 1983), deutscher Drehbuchautor, Musikjournalist und Dramatiker
- Sternburg, Wilhelm von (* 1939), deutscher Journalist und Autor

#### Sternd
- Sterndahl, Karl Joseph von (1735–1816), Feldmarschall-Lieutenant, Ritter des Maria-Theresia-Ordens und zuletzt Stadtkommandant von Prag

#### Sterne
- Sterne, David (* 1945), britischer Schauspieler
- Sterne, Hedda (1910–2011), rumänisch-US-amerikanische Malerin
- Sterne, Laurence (1713–1768), britischer SchriftstellerLaurence Sterne (1713–1768)

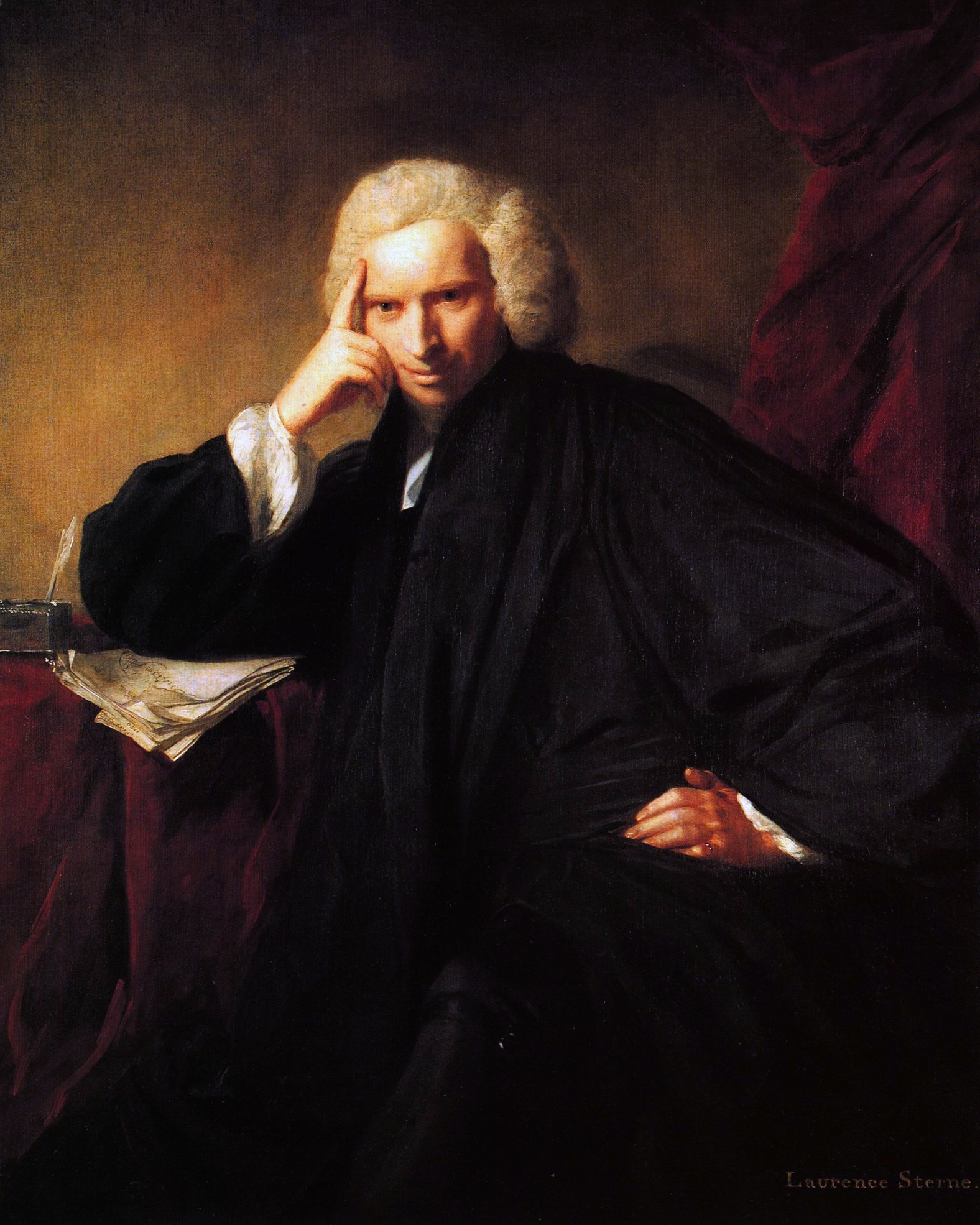
Laurence Sterne (1713–1768)

- Sterne, Maurice (1878–1957), US-amerikanischer Grafiker, Maler und Bildhauer
- Sterne, Morgan (1926–2011), US-amerikanischer Schauspieler
- Sterne, Richard (* 1981), südafrikanischer Golfer
- Sternebeck, Sigrid (* 1949), deutsche Terroristin der Roten Armee Fraktion
- Sterneberg, Tatjana (* 1952), deutsche Zwangsarbeiterin und Vereinsgründerin
- Sterneck und Ehrenstein, Joseph von (1775–1848), Landeshauptmann von Kärnten
- Sterneck, Berthold (1887–1943), österreichischer Opernsänger (Stimmlage: Bass)
- Sterneck, Kurt (1919–1998), österreichischer Schauspieler, Hörspielsprecher und Hörspielregisseur
- Sterneck, Otto von (1821–1890), österreichischer k.k. Kreisgerichtsrat, Gutsbesitzer und Politiker, Landtagsabgeordneter
- Sterneck, Richard (1853–1893), österreichischer Politiker
- Sterneck, Walter von (1852–1933), österreichischer Gutsbesitzer und Politiker, Landtagsabgeordneter
- Sternecker, Alfons (1901–1984), deutscher Landwirt und Politiker (CSU)
- Sternecker, Ludwig (1852–1914), bayerischer Bürgermeister
- Sterneder, Hans (1889–1981), österreichischer Schriftsteller
- Sternefeld, Wolfgang (* 1953), deutscher Sprachwissenschaftler
- Sternegger, Berthold (1713–1793), österreichischer Benediktiner, letzter Abt des Stift St. Lambrecht
- Sternen, Matej (1870–1949), slowenischer Maler
- Sternenberg, August (1845–1920), deutscher Kaufmann und Politiker
- Sternenberg, August Wilhelm (1843–1920), deutscher Kaufmann und Politiker
- Sternenberg, Carl Wilhelm (1803–1870), deutscher Kaufmann und Politiker
- Sternenberg, Johann (1589–1662), römisch-katholischer Geistlicher und Weihbischof in Münster
- Sternenberg, Theodor (1783–1852), deutscher Kaufmann und Politiker
- Sternenko, Serhij (* 1995), ukrainischer Zivilaktivist und Rechtsanwalt
- Sterner, Beke (* 2003), deutsche Fußballspielerin
- Sterner, Fredrik (* 1978), schwedischer Snowboarder
- Sterner, Jonas (* 2002), deutscher Fußballspieler
- Sterner, Magnus (* 1979), schwedischer Snowboarder
- Sterner, Michael (* 1978), deutscher Ingenieur und HochschullehrerMichael Sterner (* 1978)

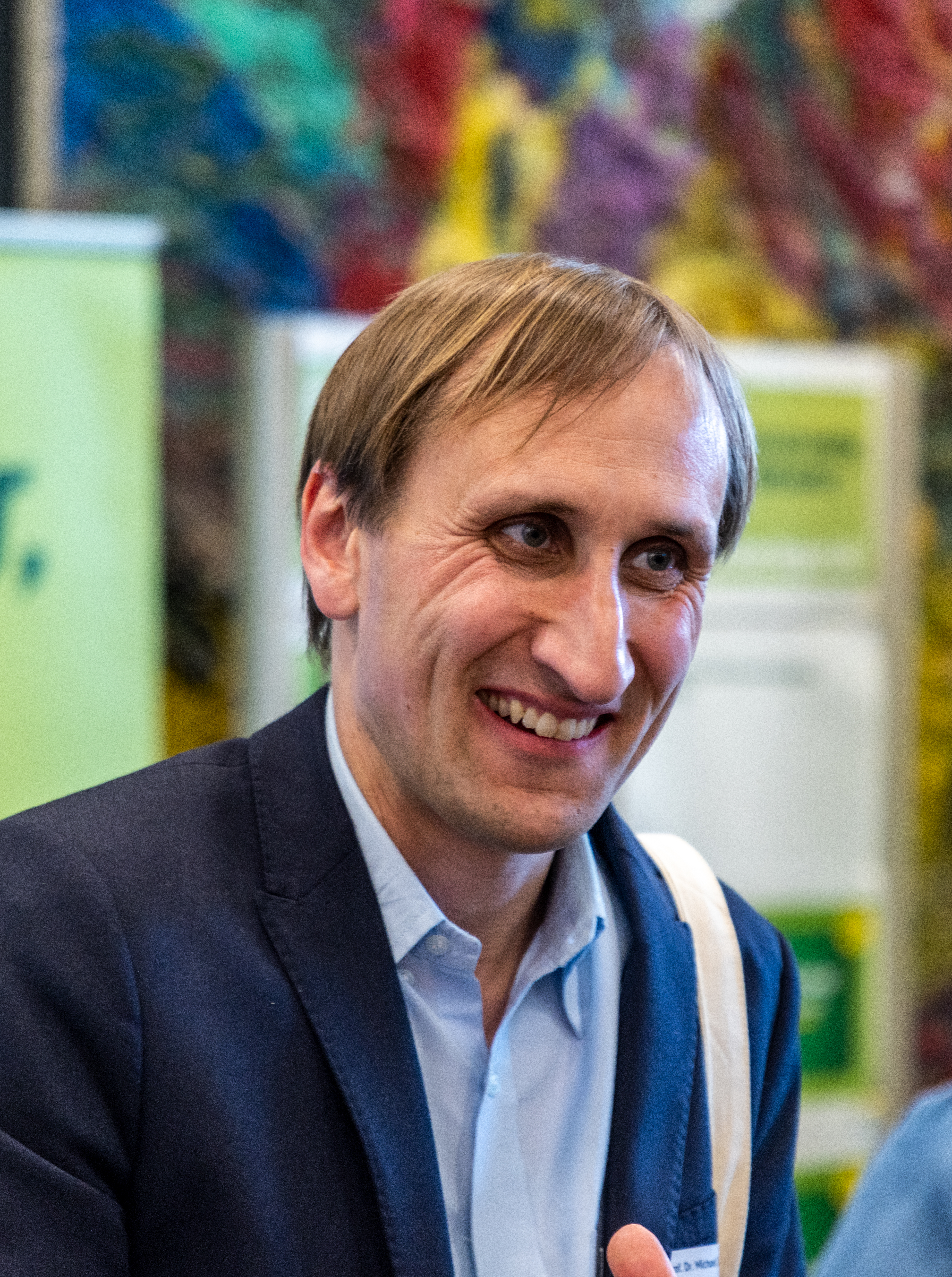
Michael Sterner (* 1978)

- Sterner, Robin (* 1990), schwedischer Eishockeyspieler
- Sterner, Ulf (* 1941), schwedischer Eishockeyspieler

#### Sternf
- Sternfeld, Ari Abramowitsch (1905–1980), polnisch-sowjetischer Raumfahrtpionier
- Sternfeld, Carl Kriegelstein von (1860–1920), böhmischer Jurist und Politiker
- Sternfeld, Felicia (* 1970), deutsche Kunsthistorikerin
- Sternfeld, Jacques (1874–1934), österreichischer Porträt- und Genremaler
- Sternfeld, Joel (* 1944), US-amerikanischer Fotograf
- Sternfeld, Nora (* 1976), österreichische Kunst- und Kulturwissenschaftlerin, Kuratorin und Hochschullehrerin
- Sternfeld, Richard (1858–1926), deutscher Historiker
- Sternfeld, Wilhelm (1888–1973), Journalist, Schriftsteller und Exilforscher

#### Sterng
- Sternglass, Ernest J. (1923–2015), US-amerikanischer Physiker

#### Sternh
- Sternhagen, Frances (1930–2023), US-amerikanische Film- und Theaterschauspielerin
- Sternhardt, Hans-Joachim (* 1948), deutscher Maler und Bildhauer
- Sternheim, Adolf (1871–1950), deutsches Opfer des Nationalsozialismus und Philanthrop
- Sternheim, Carl (1878–1942), deutscher Dramatiker und SchriftstellerCarl Sternheim (1878–1942)

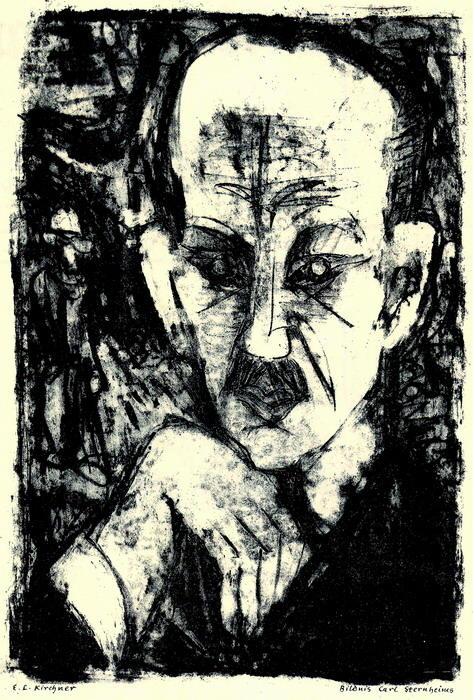
Carl Sternheim (1878–1942)

- Sternheim, Hermann (1849–1916), deutscher Journalist, Schriftsteller und Theaterdirektor
- Sternheim, Julius (1881–1940), deutscher Drehbuchautor, Filmproduzent und Produktionsleiter
- Sternheim, Mopsa (1905–1954), deutsche Bühnenbildnerin, Kostümbildnerin und Widerstandskämpferin
- Sternheim, Thea (1883–1971), deutsche Autorin
- Sternheim-Peters, Eva (1925–2020), deutsche Lehrerin, Psychologin und Autorin
- Sternheimer, Marco (* 1998), deutscher Eishockeyspieler
- Sternhell, Zeev (1935–2020), israelischer Politologe und Historiker
- Sternhold, Thomas († 1549), englischer Schriftsteller

#### Sterni
- Sterni, Gaetana (1827–1889), italienische Ordensschwester und Ordensgründerin
- Sternickel, Alfred (1825–1894), preußischer Verwaltungsbeamter und Landrat des Kreises Eupen
- Sternickel, August (1866–1913), deutscher Raubmörder und BrandstifterAugust Sternickel (1866–1913)

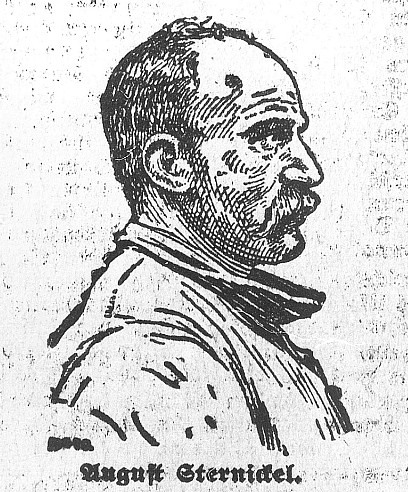
August Sternickel (1866–1913)

- Sternisko, Roland (* 1988), deutscher Fußballspieler
- Sternitzky, Isolde (1938–2019), deutsche Heimatforscherin und Autorin

#### Sternj
- Sternjuk, Wolodymyr (1907–1997), ukrainischer Geistlicher, griechisch-katholischer Weihbischof in Lemberg und Titularerzbischof von Marcianopolis

#### Sternk
- Sternkopf, Michael (* 1970), deutscher Fußballspieler
- Sternkopf, Rudolf (* 1966), deutscher Eishockeyspieler
- Sternkopf, Werner (1928–2015), deutscher Kommunalpolitiker (SED) und Rechtswissenschaftler

#### Sternl
- Sternlicht, Barry (* 1960), US-amerikanischer Unternehmer
- Sternlieb, Markus (1877–1934), deutscher Architekt und kommunaler Baubeamter in Ludwigshafen

#### Sternm
- Sternmut, Norbert (* 1958), deutscher Autor

#### Sterns
- Sternstein, Wolfgang (* 1939), deutscher Friedens- und Konfliktforscher und Autor

#### Sternt
- Sternthal, Alfred (1862–1942), Dermatologe und Strahlentherapeut in Braunschweig
- Sternthal, Barbara (* 1961), österreichische Autorin, Übersetzerin und Redakteurin

#### Sternw
- Sternweiler, Andreas (* 1957), deutscher Kunsthistoriker und Autor

### Stero
- Stero, Henricus, deutscher Benediktiner und Abt
- Sterobo, Rasmus (* 1991), dänischer Straßenradrennfahrer

### Sterp
- Sterpu, Eugen (* 1963), estnischer Künstler
- Sterpu, Victor (* 1999), moldauischer Judoka
- Sterpu, Viive (1953–2012), estnische Künstlerin

### Sterr
- Sterr, Gerhard (1933–2011), deutscher Jazzmusiker und Maler
- Sterr, Horst (* 1948), deutscher Geograph und Hochschullehrer
- Sterr, Johann (* 1933), deutscher Ringer
- Sterr, Kaspar (1744–1814), deutscher römisch-katholischer Geistlicher, Meteorologe und Lehrer
- Sterr, Michele (* 1957), österreichische Schauspielerin, Synchronsprecherin und Dialogbuchautorin
- Sterr, Simone (* 1970), deutsche Theaterregisseurin und Intendantin
- Sterre, Dionysius van der († 1691), niederländischer Arzt, Protomedicus auf Curaçao und Mitglied der Gelehrtenakademie „Leopoldina“
- Sterren, Paul van der (* 1956), niederländischer Schachspieler
- Sterrer, Franz (1818–1901), österreichischer Maler
- Sterrer, Karl (1844–1918), österreichischer Bildhauer des Historismus
- Sterrer, Karl (1885–1972), österreichischer Maler und Grafiker
- Sterrer, Wolfgang Erasmus (* 1940), österreichischer Zoologe, Sachbuchautor und Hochschullehrer
- Sterrett, Cliff (1883–1964), US-amerikanischer Illustrator, Karikaturist, Comiczeichner und -autor
- Sterrett, Malcolm M. B. (* 1942), amerikanischer Regierungsbediensteter
- Sterrett, Virginia Frances (1900–1931), US-amerikanische Malerin und Buchillustratorin
- Sterringa, Jan (1870–1951), niederländischer Redakteur, Autor, Theosoph, Herausgeber und Anarchist
- Sterry, Peter (1613–1672), englischer Philosoph und Theologe
- Sterry, Wasey (1866–1955), britischer Kolonialgouverneur
- Sterry, Wolfram (1949–2020), deutscher Dermatologe und Hochschullehrer

### Stert
- Stertenbrink, Rudolf (1937–2017), deutscher Dominikaner, Autor und Kölner Domprediger
- Stertinius Avitus, Lucius, römischer Suffektkonsul (92)
- Stertinius Noricus, Lucius, römischer Suffektkonsul (113)
- Stertinius Quartus, Publius, römischer Suffektkonsul (112)
- Stertz, Georg (1878–1959), deutscher Psychiater und Neurologe
- Stertz, Norbert (* 1965), deutscher Hornist
- Stertz, Otto (1847–1918), deutscher Kaufmann und Lepidopterologe
- Stertzenbach, Werner (1909–2003), deutscher Journalist und Kommunist
- Stertzing, Georg Christoph (1660–1717), deutscher Orgelbauer des thüringischen Barock

### Stery
- Steryo, deutscher Rapper, Musikproduzent und Radiomoderator

### Sterz
- Sterz, Albert († 1366), Condottiere und Söldnerführer
- Sterz, Bernhard (* 1962), deutscher Verwaltungsjurist (ehemaliger Staatssekretär)
- Sterz, Klaus (* 1946), deutscher Fußballspieler
- Sterz, Kristina (* 1974), deutsche Journalistin und Fernsehmoderatorin
- Sterz, Regina (* 1985), österreichische Skirennläuferin
- Sterz, Vinzenz († 1828), österreichischer Techniker und Unternehmer
- Sterzbach, Anne (* 1969), deutsche Künstlerin
- Sterzel, Johann Traugott (1841–1914), deutscher Paläontologe
- Sterzenbach, Benno (1916–1985), deutscher Schauspieler und Regisseur
- Sterzenbach, Rüdiger (* 1946), deutscher Ökonom
- Sterzenbach, Susanne (* 1957), deutsche Autorin, Journalistin, Regisseurin und Übersetzerin
- Sterzer, Michael (1893–1970), deutscher Politiker (CSU), MdL Bayern
- Sterzi, Enrico, italienischer Autorennfahrer
- Sterzik, Jacqueline (* 1974), deutsche Schriftstellerin
- Sterzik, Reinhard (* 1935), deutscher Politiker (FDGB), MdV
- Sterzik, Uwe (* 1966), deutscher Wasserballspieler und -trainer
- Sterzing, Christian (* 1949), deutscher Rechtsanwalt und Politiker (Bündnis 90/Die Grünen), MdB
- Sterzing, Gotthilf Albert (1822–1889), deutscher Jurist, Politiker und Gründer des Deutschen Schützenbundes
- Sterzing, Paul (* 1901), deutscher Politiker (NSDAP), MdR
- Sterzinger, Ferdinand (1721–1786), österreichischer katholischer Theologe und Kirchenrechtler
- Sterzinger, Stefan (* 1957), österreichischer Sänger und Akkordeonist
- Sterzinsky, Georg (1936–2011), deutscher Geistlicher und Erzbischof von BerlinGeorg Sterzinsky (1936–2011)

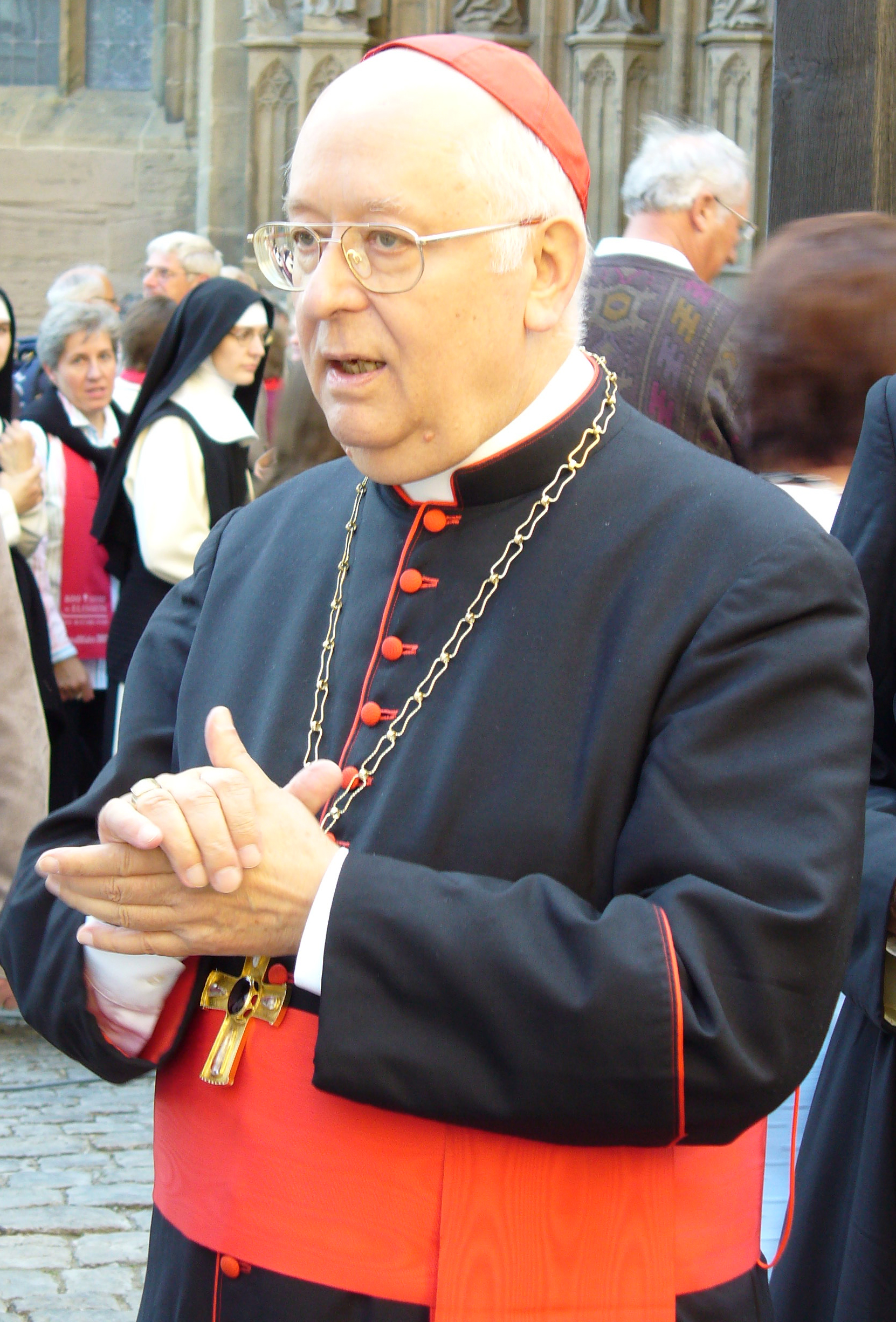
Georg Sterzinsky (1936–2011)

- Sterzl, Anton (1927–2015), deutscher Journalist und Buchautor
- Sterzl, Franz (1908–2000), österreichischer Zehnkämpfer
- Sterzl, Kunigunde († 1620), deutsches Hexenprozess-Opfer